# Seznam dílů seriálu Pokémon (14. řada – dosud)
Toto je seznam dílů seriálu Pokémon. Japonský animovaný seriál Pokémon byl vysílán od 1. dubna 1997 do 24. března 2023 stanicí TV Tokyo. Navazuje na něj seriál Pokémon Horizons: The Series.

## Přehled řad
| Řada | Název                                         | Díly | Premiéra v Japonsku | Premiéra v Japonsku | Premiéra v USA    | Premiéra v USA    | Premiéra v ČR   | Premiéra v ČR   |
| Řada | Název                                         | Díly | První díl           | Poslední díl        | První díl         | Poslední díl      | První díl       | Poslední díl    |
| ---- | --------------------------------------------- | ---- | ------------------- | ------------------- | ----------------- | ----------------- | --------------- | --------------- |
| 1    | Indigová liga                                 | 82   | 1. dubna 1997       | 21. ledna 1999      | 8. září 1998      | 27. ledna 1999    | 9. září 2000    | 2001            |
| 2    | Pomerančová liga                              | 36   | 8. ledna 1999       | 7. října 1999       | 4. prosince 1999  | 14. října 2000    | vysíláno        | vysíláno        |
| 3    | Johtovy cesty                                 | 41   | 14. října 1999      | 27. července 2000   | 14. října 2000    | 19. května 2001   | vysíláno        | vysíláno        |
| 4    | Šampionát Johtové ligy                        | 52   | 3. srpna 2000       | 2. srpna 2001       | 18. srpna 2001    | 7. září 2002      | vysíláno        | 2002            |
| 5    | Master Quest                                  | 65   | 9. srpna 2001       | 14. listopadu 2002  | 14. září 2002     | 25. října 2003    | nebylo vysíláno | nebylo vysíláno |
| 6    | Advanced                                      | 40   | 21. listopadu 2002  | 28. srpna 2003      | 1. listopadu 2003 | 4. září 2004      | nebylo vysíláno | nebylo vysíláno |
| 7    | Advanced Challenge                            | 52   | 4. září 2003        | 2. září 2004        | 11. září 2004     | 10. září 2005     | nebylo vysíláno | nebylo vysíláno |
| 8    | Advanced Battle                               | 54   | 9. září 2004        | 29. září 2005       | 17. září 2005     | 8. července 2006  | nebylo vysíláno | nebylo vysíláno |
| 9    | Battle Frontier                               | 47   | 6. října 2005       | 14. září 2006       | 9. září 2006      | 3. března 2007    | nebylo vysíláno | nebylo vysíláno |
| 10   | Diamant a Perla                               | 52   | 28. září 2006       | 25. října 2007      | 20. dubna 2007    | 1. února 2008     | 2008            | 2008            |
| 11   | Diamant a Perla: Bojová dimenze               | 52   | 8. listopadu 2007   | 4. prosince 2008    | 12. dubna 2008    | 2. května 2009    | 2009            | 2009            |
| 12   | Diamant a Perla: Galaktické zápasy            | 53   | 4. prosince 2008    | 24. prosince 2009   | 9. května 2009    | 15. května 2010   | 2010            | 2010            |
| 13   | Diamant a Perla: Vítězové ligy oblasti Sinnoh | 34   | 7. ledna 2010       | 9. září 2010        | 5. června 2010    | 5. února 2011     | 2011            | 2011            |
| 14   | Černý a Bílý                                  | 50   | 23. září 2010       | 15. září 2011       | 12. února 2011    | 7. ledna 2012     | 2011            | 2011            |
| 15   | Černý a Bílý: Opačné osudy                    | 49   | 22. září 2011       | 4. října 2012       | 18. února 2012    | 26. ledna 2013    | 2012            | 2012            |
| 16   | Černý a Bílý: Dobrodružství v Unově           | 45   | 11. října 2012      | 26. září 2013       | 2. února 2013     | 7. prosince 2013  | nebylo vysíláno | nebylo vysíláno |
| 17   | XY                                            | 48   | 17. října 2013      | 30. října 2014      | 18. ledna 2014    | 20. prosince 2014 | vysíláno        | vysíláno        |
| 18   | XY: Kalos Quest                               | 45   | 13. listopadu 2014  | 22. října 2015      | 7. února 2015     | 19. prosince 2015 | vysíláno        | vysíláno        |
| 19   | XYZ                                           | 47   | 29. října 2015      | 27. října 2016      | 20. února 2016    | 21. ledna 2017    | vysíláno        | vysíláno        |
| 20   | Slunce a Měsíc                                | 43   | 17. listopadu 2016  | 21. září 2017       | 12. května 2017   | 9. prosince 2017  | vysíláno        | vysíláno        |
| 21   | Slunce a Měsíc – Ultra dobrodružství          | 49   | 5. října 2017       | 14. října 2018      | 24. března 2018   | 23. února 2019    | vysíláno        | vysíláno        |
| 22   | Slunce a Měsíc – Ultra legendy                | 54   | 21. října 2018      | 3. listopadu 2019   | 23. března 2019   | 7. března 2020    | vysíláno        | vysíláno        |
| 23   | Cesty                                         | 48   | 17. listopadu 2019  | 4. prosince 2020    | 12. června 2020   | 5. března 2021    | vysíláno        | vysíláno        |
| 24   | Mistrovské cesty                              | 42   | 11. prosince 2020   | 10. prosince 2021   | 10. září 2021     | 26. května 2022   | bude oznámeno   | bude oznámeno   |
| 25   | Vrcholné cesty                                | 57   | 17. prosince 2021   | 24. března 2023     | 21. srpna 2022    | 8. září 2023      | bude oznámeno   | bude oznámeno   |

## Seznam dílů

### Čtrnáctá řada:Černý a Bílý(2010–2011)
| Č. v seriálu | Č. v řadě | Původní název | Anglický název                                           | Premiéra v Japonsku | Premiéra v USA     |
| ------------ | --------- | --- | -------------------------------------------------------- | ------------------- | ------------------ |
| 660          | 1         | Iššu Čihó e! Zekuromu no Kage!! イッシュ地方へ！ゼクロムの影！！                                                     | In the Shadow of Zekrom!                                 | 23. září 2010       | 12. února 2011     |
| 661          | 2         | Airisu to Kibago! アイリスとキバゴ！                                                                                 | Enter Iris and Axew!                                     | 23. září 2010       | 12. února 2011     |
| 662          | 3         | Midžumaru! Meguroko! Kikkiippacu!! ミジュマル！メグロコ！危機一髪！！                                                | A Sandile Gusher of Change                               | 30. září 2010       | 19. února 2011     |
| 663          | 4         | Batoru Kurabu! Nazo no Pokemon Arawareru!! バトルクラブ！謎のポケモン現る！！                                        | The Battle Club and Tepig's Choice!                      | 7. října 2010       | 26. února 2011     |
| 664          | 5         | San'jó Džimu! Tai Baoppu, Hijappu, Janappu!! サンヨウジム！VSバオップ、ヒヤップ、ヤナップ！！                        | Triple Leaders, Team Threats                             | 14. října 2010      | 5. března 2011     |
| 665          | 6         | Jume no Atoči! Munna to Mušána!! 夢の跡地！ムンナとムシャーナ！！                                                    | Dreams by the Yard Full                                  | 21. října 2010      | 12. března 2011    |
| 666          | 7         | Cutádža Getto de Meromero!? ツタージャ・ゲットでメロメロ！？                                                         | Snivy Plays Hard to Catch!                               | 28. října 2010      | 19. března 2011    |
| 667          | 8         | Darumakka to Hihidaruma! Dokeitó no Himicu!! ダルマッカとヒヒダルマ！時計塔の秘密！！                                | Saving Darmanitan from the Bell!                         | 4. listopadu 2010   | 26. března 2011    |
| 668          | 9         | Pendorá Bósó! Kibago o Sukue! ペンドラー暴走！キバゴを救え！                                                         | The Bloom Is on Axew!                                    | 11. listopadu 2010  | 2. dubna 2011      |
| 669          | 10        | Raibaru Batoru! Kjóeki Pururiru!! ライバルバトル！強敵プルリル！！                                                   | A Rival Battle for Club Champ!                           | 18. listopadu 2010  | 9. dubna 2011      |
| 670          | 11        | Išizumai! Džibun no Ie o Torimodose!! イシズマイ！自分の家をとりもどせ！！                                           | A Home for Dwebble                                       | 2. prosince 2010    | 16. dubna 2011     |
| 671          | 12        | Jabukuron Sentai to Himicukiči!? ヤブクロン戦隊と秘密基地！？                                                        | Here Comes the Trubbish Squad                            | 9. prosince 2010    | 23. dubna 2011     |
| 672          | 13        | Čirámji wa Kireizuki!? チラーミィはきれいずき！？                                                                    | Minccino–Neat and Tidy                                   | 16. prosince 2010   | 30. dubna 2011     |
| 673          | 14        | Šippó Šiti! Hakubucukan de Daibóken!! シッポウシティ！博物館で大冒険！！                                             | A Night in the Nacrene City Museum                       | 23. prosince 2010   | 7. května 2011     |
| 674          | 15        | Šippó Džimu Ikusa! Tai Džimu Rídá Aroe!! シッポウジム戦！VSジムリーダー・アロエ！！                                  | The Battle According to Lenora                           | 6. ledna 2011       | 14. května 2011    |
| 675          | 16        | Saisen Šippó Džimu! Šin Waza Sakurecu!! 再戦シッポウジム！新技炸裂！！                                               | Rematch at the Nacrene Gym                               | 13. ledna 2011      | 21. května 2011    |
| 676          | 17        | Tamago kara Kaetta Abarenbó! タマゴからかえったあばれん坊！                                                          | Scraggy–Hatched to Be Wild                               | 20. ledna 2011      | 28. května 2011    |
| 677          | 18        | Jaguruma no Mori! Kurumiru to Áti!! ヤグルマの森！クルミルとアーティ！！                                             | Sewaddle and Burgh in Pinwheel Forest                    | 27. ledna 2011      | 4. června 2011     |
| —            | —         | Hikari – Aratanaru Tabidači!/Nibi Džimu – Šidžó Saidai no Kiki! ヒカリ・新たなる旅立ち！／ニビジム・史上最大の危機！ | —                                                        | 3. února 2011       | nebylo vysíláno    |
| 678          | 19        | Somurie Taikecu! Išizumai Tai Futačimaru!! ソムリエ対決！イシズマイVSフタチマル！！                                  | A Connosseur's Revenge!                                  | 17. února 2011      | 11. června 2011    |
| 679          | 20        | Pikačú Tai Meguroko Tai Koaruhí!! ピカチュウVSメグロコVSコアルヒー！！                                               | Dancing with the Ducklett Trio!                          | 24. února 2011      | 18. června 2011    |
| 680          | 21        | Sukai Aró Buridždži to Gočiruzeru! スカイアローブリッジとゴチルゼル！                                                | The Lost World of Gothitelle!                            | 3. března 2011      | 25. června 2011    |
| 681          | 22        | Hiun Šiti! Fušide Panikku! ヒウンシティ！フシデパニック！！                                                          | A Venipede Stampede                                      | 10. března 2011     | 2. července 2011   |
| —            | —         | Roketto-dan Tai Purazuma-dan! (Zenpen) ロケット団ＶＳプラズマ団！（前編）                                            | —                                                        | nebylo vysíláno     | nebylo vysíláno    |
| —            | —         | Roketto-dan Tai Purazuma-dan! (Kóhen) ロケット団ＶＳプラズマ団！（後編）                                             | —                                                        | nebylo vysíláno     | nebylo vysíláno    |
| 682          | 23        | Hiun Džimu Sen! Džundžó Háto no Muši Pokemon Batoru!! ヒウンジム戦！純情ハートの虫ポケモンバトル！！                 | Battling for the Love of Bug-Types!                      | 17. března 2011     | 9. července 2011   |
| 683          | 24        | Kawaii Kao ni Jóčúi! Emonga de Šibirebire!! かわいい顔に要注意！エモンガでシビレビレ！！                             | Emolga the Irresistible!                                 | 24. března 2011     | 16. července 2011  |
| 684          | 25        | Emonga Tai Tsutádža! Boruto Čendži de Daikonran!! エモンガＶＳツタージャ！ボルトチェンジで大混乱！！                 | Emolga and the New Volt Switch!                          | 31. března 2011     | 23. července 2011  |
| 685          | 26        | Hitomoši Jašiki no Kowa~i Ohanaši! ヒトモシ屋敷のこわ～いお話！                                                      | Scare at the Litwick Mansion!                            | 7. dubna 2011       | 30. července 2011  |
| 686          | 27        | Doragon Masutá e no Miči! Kibago Tai Kurimugan!! ドラゴンマスターへの道！キバゴＶＳクリムガン！！                    | The Dragon Master's Path!                                | 14. dubna 2011      | 6. srpna 2011      |
| 687          | 28        | Kieta Hotači! Midžumaru Saidai no Kiki!! 消えたホタチ！ミジュマル最大の危機！！                                      | Oshawott's Lost Scalchop!                                | 21. dubna 2011      | 13. srpna 2011     |
| 688          | 29        | Koisuru Monmen wa Kaze ni Notte! 恋するモンメンは風に乗って！                                                        | Cottonee in Love!                                        | 28. dubna 2011      | 20. srpna 2011     |
| 689          | 30        | Riguré to Mikakunin Hikó Buttai! リグレーと未確認飛行物体！                                                          | A UFO for Elgyem!                                        | 5. května 2011      | 27. srpna 2011     |
| 690          | 31        | Raibaru Batoru! Banipučči, Dokkorá Sansen!! ライバルバトル！バニプッチ、ドッコラー参戦！！                           | Ash and Trip's Third Battle!                             | 12. května 2011     | 3. září 2011       |
| 691          | 32        | Gamagaru, Maggjo! Mizube no Tatakai!! ガマガル、マッギョ！水辺の戦い！！                                             | Facing Fear with Eyes Wide Open!                         | 19. května 2011     | 10. září 2011      |
| 692          | 33        | Doragon Basutá Tódžó! Airisu to Dorjúzu!! ドラゴンバスター登場！アイリスとドリュウズ！！                             | Iris and Excadrill Against the Dragon Buster!            | 26. května 2011     | 17. září 2011      |
| 693          | 34        | Dangoro! Rasutá Kanon Hašša sejo! ダンゴロ！ラスターカノン発射せよ！！                                               | Gotta Catch a Roggenrola!                                | 2. června 2011      | 24. září 2011      |
| 694          | 35        | Somurie Tantei Dento! Tabunne Šissó Džiken!! ソムリエ探偵デント！タブンネ失踪事件！！                                | Where Did You Go, Audino?                                | 9. června 2011      | 1. října 2011      |
| 695          | 36        | Kaseki Fukkacu! Kodai Kaič Ákeosu!! 化石復活！古代怪鳥アーケオス！！                                                 | Archeops in the Modern World!                            | 16. června 2011     | 8. října 2011      |
| 696          | 37        | Cri Somurie Dento Tódžó!! 釣りソムリエ・デント登場！！                                                               | A Fishing Connosseur in a Fishy Competition!             | 23. června 2011     | 15. října 2011     |
| 697          | 38        | Zoroa Za Mubi! Pokemon Naito no Densecu!! ゾロア・ザ・ムービー！ポケモンナイトの伝説！！                             | Movie Time! Zorua in 'The Legend of the Pokémon Knight'! | 30. června 2011     | 22. října 2011     |
| 698          | 39        | Zen'in Šúgó! Don Batoru!! 全員集合！ドンバトル！！                                                                   | Reunion Battles in Nimbasa!                              | 14. července 2011   | 29. října 2011     |
| 699          | 40        | Nettó Don Batoru! Cutádža Tai Komatana!! 熱闘ドンバトル！ツタージャVSコマタナ！！                                    | Cilan Versus Trip, Ash Versus Georgia!!                  | 21. července 2011   | 5. listopadu 2011  |
| 700          | 41        | Hakunecu Don Batoru! Emonga Tai Dageki!! 白熱ドンバトル！エモンガVSダゲキ！！                                        | The Club Battle Hearts of Fury: Emolga Versus Sawk!      | 4. srpna 2011       | 12. listopadu 2011 |
| 701          | 42        | Kessen Don Batoru! Satoši Tai Airisu!! 決戦ドンバトル！サトシ対アイリス！！                                          | The Club Battle Finale: A Heroes Outcome!                | 11. srpna 2011      | 19. listopadu 2011 |
| 702          | 43        | Njagošiétá Njásu! Zuruzukin Setoku Sakusen!! ニャゴシエーター・ニャース！ズルズキン説得作戦！！                      | Meowth's Scrafty Tactics!                                | 18. srpna 2011      | 26. listopadu 2011 |
| 703          | 44        | Čoroneko ni Gojódžin! Njásu to Midžumaru!! チョロネコに御用心！ニャースとミジュマル！！                              | Purrloin: Sweet or Sneaky?                               | 25. srpna 2011      | 3. prosince 2011   |
| 704          | 45        | Óbemu to Daburan to Jume Dorobó! オーベムとダブランと夢泥棒！                                                        | Beheeyem, Duosion, and the Dream Thief!                  | 1. září 2011        | 10. prosince 2011  |
| 705          | 46        | Njagošiétá Njásu! Cunbeá no Mori o Toppa sejo!! ニャゴシエーター・ニャース！ツンベアーの森を突破せよ！！             | The Beartic Mountain Feud!                               | 8. září 2011        | 17. prosince 2011  |
| 706          | 47        | Gekisó! Batoru Sabuwei!! (Zenpen) 激走！バトルサブウェイ!! （前編）                                                  | Crisis from the Underground Up!                          | 15. září 2011       | 31. prosince 2011  |
| 707          | 48        | Gekisó! Batoru Sabuwei!! (Kōhen) 激走！バトルサブウェイ!! （後編）                                                   | Battle for the Underground!                              | 15. září 2011       | 1. července 2012   |

### Patnáctá řada:Černý a Bílý: Opačné osudy(2011–2012)
| Č. v seriálu | Č. v řadě | Původní název | Anglický název                               | Premiéra v Japonsku | Premiéra v USA     |
| ------------ | --------- | --- | -------------------------------------------- | ------------------- | ------------------ |
| 708          | 1         | Džimu Rídá wa Karisuma Moderu! Kamisure Tódžó!! ジムリーダーはカリスマモデル！カミツレ登場！！                           | Enter Elesa, Electrifying Gym Leader!        | 22. září 2011       | 18. února 2012     |
| 709          | 2         | Raimon Džimu! Kareinaru Dengeki Batoru!! ライモンジム！華麗なる電撃バトル！！                                            | Dazzling the Nimbasa Gym!                    | 29. září 2011       | 25. února 2012     |
| 710          | 3         | Satoši, Dento Tai Sabuwei Masutá! サトシ、デントVSサブウェイマスター！                                                   | Lost at the Stamp Rally!                     | 6. října 2011       | 3. března 2012     |
| 711          | 4         | Satoši Tai Čanpion Adeku! サトシVSチャンピオン・アデク！                                                                 | Ash Versus the Champion!                     | 13. října 2011      | 10. března 2012    |
| 712          | 5         | Nidži no Kanata e! Marakačči de Mjúdžikaru!! 虹の彼方へ！マラカッチでミュージカル！！                                    | A Maractus Musical!                          | 27. října 2011      | 17. března 2012    |
| 713          | 6         | Mebukidžika! Šunkašútó Seizoroi!! メブキジカ！春夏秋冬勢揃い！！                                                         | The Four Seasons of Sawsbuck!                | 3. listopadu 2011   | 24. března 2012    |
| 714          | 7         | Zuruggu to Wagamama Gočimu! ズルッグとわがままゴチム！                                                                   | Scraggy and the Demanding Gothita!           | 10. listopadu 2011  | 31. března 2012    |
| 715          | 8         | Airisu to Monozu! Sodateja Šugjó!! アイリスとモノズ！育て屋修行！！                                                      | The Lonely Deino!                            | 24. listopadu 2011  | 7. dubna 2012      |
| 716          | 9         | Kaikecu A☆girudá Tai Furídži-Otoko! 快傑ア☆ギルダーVSフリージ男！                                                        | The Mighty Accelguard to the Rescue!         | 1. prosince 2011    | 14. dubna 2012     |
| 717          | 10        | Dento to Poddo Kjódai Batoru! Baoppu Tai Janappu!! デントとポッド兄弟バトル！バオップVSヤナップ！！                      | A Call for Brotherly Love!                   | 8. prosince 2011    | 21. dubna 2012     |
| 718          | 11        | Torunerosu Tai Borutorosu Tai Randorosu! (Zenpen) トルネロスVSボルトロスVSランドロス！（前編）                           | Stopping the Rage of Legends!: Episode 1     | 15. prosince 2012   | 28. dubna 2012     |
| 719          | 12        | Torunerosu Tai Borutorosu Tai Randorosu! (Kóhen) トルネロスVSボルトロスVSランドロス！（後編）                            | Stopping the Rage of Legends!: Episode 2     | 22. prosince 2012   | 5. května 2012     |
| 720          | 13        | Čitei no Džimu Sen! Tai Jákon!! 地底のジム戦！VSヤーコン！！                                                             | Battling the King of the Mines!              | 5. ledna 2012       | 12. května 2012    |
| 721          | 14        | Bačuru, Denčura! Denkiiši no Horaana!! バチュル、デンチュラ！電気石の洞穴！！                                            | Crisis at Chargestone Cave!                  | 12. ledna 2012      | 19. května 2012    |
| 722          | 15        | Cúšin Kókan Šinka! Šubarugo to Agirudá!! 通信交換進化！シュバルゴとアギルダー！！                                        | Evolution Exchange Excitement!               | 19. ledna 2012      | 26. května 2012    |
| 723          | 16        | Kuroki Eijú no Iseki! Šinborá to Desukán!! 黒き英雄の遺跡！シンボラーとデスカーン！！                                    | Explorers of the Hero's Ruin!                | 26. ledna 2012      | 2. června 2012     |
| 724          | 17        | Daburu Batoru! Pikačú, Warubiru Tai Pendorá, Gamageroge!! ダブルバトル！ピカチュウ・ワルビルVSペンドラー・ガマゲロゲ！！ | Battling the Bully!                          | 2. února 2012       | 9. června 2012     |
| 725          | 18        | Afuro de Gó! Baffuron wa Nó!! アフロでGO！バッフロンはNO！！                                                             | Baffling the Bouffalant!                     | 16. února 2012      | 16. června 2012    |
| 726          | 19        | Fukijose Džimu no Ea Batoru! Čósenša Dento!? フキヨセジムのエアバトル！挑戦者デント！？                                  | Cilan Takes Flight!                          | 23. února 2012      | 23. června 2012    |
| 727          | 20        | Fukijose Džimu! Tai Fúro Kúčú Kessen!! フキヨセジム！VSフウロ空中決戦！！                                                | An Amazing Aerial Battle!                    | 1. března 2012      | 30. června 2012    |
| 728          | 21        | Nankan Toppa!! Tenkú no Tó o Nobore!! 難関突破！！天空の塔を登れ！！                                                     | Climbing the Tower of Success!               | 8. března 2012      | 7. července 2012   |
| 729          | 22        | Donnamaito Kaimaku! Zuruggu tai Janakkí!! ドンナマイト開幕！ズルッグＶＳヤナッキー！！                                   | The Clubsplosion Begins!                     | 15. března 2012     | 14. července 2012  |
| 730          | 23        | Dondon Cuzuku jo Donnamaito! Kurimugan tai Kirikizan!! どんどん続くよドンナマイト！クリムガンＶＳキリキザン！！          | Search for the Clubultimate!                 | 22. března 2012     | 21. července 2012  |
| 731          | 24        | Nettó Donnamaito! Kirikizan tai Enbuó!! 熱闘ドンナマイト！キリキザンVSエンブオー！！                                     | A Clubsplosion of Excitement!                | 29. března 2012     | 28. července 2012  |
| 732          | 25        | Kessen Donnamaito! Nageki tai Dageki!! 決戦ドンナマイト！ナゲキVSダゲキ！！                                              | Commanding the Clubsplosion Crown!           | 5. dubna 2012       | 4. srpna 2012      |
| 733          | 26        | Kibago Kjúšucu! Aianto no Sókucu!! キバゴ救出！アイアントの巣窟！！                                                      | Battling the Leaf Thieves!                   | 12. dubna 2012      | 11. srpna 2012     |
| 734          | 27        | Nedžijama no Gekitó! Abagóra no Kiseki!! (Zenpen) ネジ山の激闘！アバゴーラの奇跡！！（前編）                             | A Restoration Confrontation!: Episode 1      | 19. dubna 2012      | 18. srpna 2012     |
| 735          | 28        | Nedžijama no Gekitó! Abagóra no Kiseki!! (Kóhen) ネジ山の激闘！アバゴーラの奇跡！！（後編）                              | A Restoration Confrontation!: Episode 2      | 26. dubna 2012      | 25. srpna 2012     |
| 736          | 29        | Honó no Memorí! Pokabu tai Enbuó!! 炎のメモリー！ポカブＶＳエンブオー！！                                                | Evolution by Fire!                           | 3. května 2012      | 1. září 2012       |
| 737          | 30        | Hačiku Tódžó! Urugamosu no Seinaru Jama!! ハチク登場！ウルガモスの聖なる山！！                                           | Guarding the Guardian of the Mountain!       | 10. května 2012     | 8. září 2012       |
| 738          | 31        | Sekka Džimu Sen! Kóri no Batorufírudo!! セッカジム戦！氷のバトルフィールド！！                                           | Caution: Icy Battle Conditions!              | 17. května 2012     | 15. září 2012      |
| 739          | 32        | Pokemon Somurie Taikecu! Teisutingu Batoru!! ポケモンソムリエ対決！テイスティングバトル！！                              | Clash of the Connoisseurs!                   | 24. května 2012     | 22. září 2012      |
| 740          | 33        | Teššído Kenkjúdžo! Airisu to Baibanira!! テッシード研究所！アイリスとバイバニラ！！                                      | Crisis at Ferroseed Research!                | 31. května 2012     | 29. září 2012      |
| 741          | 34        | Eiga Taikecu! Šucugeki Iššu Bóeitai!! 映画対決！出撃イッシュ防衛隊！！                                                   | An Epic Defense Force!                       | 7. června 2012      | 6. října 2012      |
| 742          | 35        | Gekitó Tačiwaki Džimu! Bui Esu Homika!! (Zenpen) 激闘タチワキジム！VSホミカ！！（前編）                                  | Rocking the Virbank Gym!: Episode 1          | 14. června 2012     | 13. října 2012     |
| 743          | 36        | Gekitó Tačiwaki Džimu! Bui Esu Homika!! (Kóhen) 激闘タチワキジム！VSホミカ！！（後編）                                   | Rocking the Virbank Gym!: Episode 2          | 14. června 2012     | 20. října 2012     |
| 744          | 37        | Utae Meroetta! Ai no Senricu!! 歌えメロエッタ！愛の旋律！！                                                              | All for the Love of Meloetta!                | 21. června 2012     | 27. října 2012     |
| 745          | 38        | Poččama Tai Janappu! Karei naru Batoru!! ポッチャマＶＳヤナップ！華麗なるバトル！！                                      | Piplup, Pansage, and a Meeting of the Times! | 28. června 2012     | 3. listopadu 2012  |
| 746          | 39        | Iwáku no Šima de Sabaibaru! イワークの島でサバイバル！                                                                   | Expedition to Onix Island!                   | 5. července 2012    | 10. listopadu 2012 |
| 747          | 40        | Somurie Tantei Dento! Kieta Kumašun no Nazo!! ソムリエ探偵デント！消えたクマシュンの謎！！                               | The Mystery of the Missing Cubchoo!          | 19. července 2012   | 17. listopadu 2012 |
| 748          | 41        | Airisu to Abaremono Kairjú! アイリスと暴れ者カイリュー！                                                                 | Iris and the Rogue Dragonite!                | 26. července 2012   | 24. listopadu 2012 |
| 749          | 42        | Džunia Kappu Kaimaku! Kairjú tai Cunbeá!! ジュニアカップ開幕！カイリューＶＳツンベアー！！                               | Jostling for the Junior Cup!                 | 2. srpna 2012       | 1. prosince 2012   |
| 750          | 43        | Pawá Batoru! Airisu tai Hikari!! パワーバトル！アイ リスＶＳヒカリ！！                                                   | Battling Authority, Once Again!!             | 23. srpna 2012      | 8. prosince 2012   |
| 751          | 44        | Satoši, Airisu, Šútí! Saigo no Batoru!! サトシ、アイリス、シューティー！最後のバトル！！                                 | Ash, Iris, and Trip: Then There Were Three!! | 30. srpna 2012      | 15. prosince 2012  |
| 752          | 45        | Wakare to Deai no Džunia Kappu! 別れと出会いのジュニアカップ！                                                           | Goodbye, Junior Cup - Hello Adventure!       | 6. září 2012        | 22. prosince 2012  |
| 753          | 46        | Seigaiha Džimu Sen! Mantain tai Daikenki!! セイガイハジム戦！マンタインＶＳダイケンキ！！                                | The Road to Humilau                          | 13. září 2012       | 5. ledna 2013      |
| 754          | 47        | Pokemon Hoikuen wa Ósawagi! Wašibon to Baručai! ポケモン保育園は大騒ぎ！ワシボンとバルチャイ！                           | Unrest at the Nursery                        | 20. září 2012       | 12. ledna 2013     |
| 755          | 48        | Meroetta to Kaitei no Šinden! メロエッタと海底の神殿！                                                                   | Meloetta and the Undersea Temple             | 27. září 2012       | 19. ledna 2013     |
| 756          | 49        | Reidžú Forumu Sóšingeki! Iššu Saidai no Kiki!! 霊獣フォルム総進撃！イッシュ最大の危機！！                                | Unova's Survival Crisis                      | 4. října 2012       | 26. ledna 2013     |

### Šestnáctá řada:Černý a Bílý: Dobrodružství v Unově(2012–2013)
| Č. v seriálu | Č. v řadě | Původní název                                                                                                 | Anglický název                                    | Premiéra v Japonsku | Premiéra v USA     |
| ------------ | --------- | --- | ------------------------------------------------- | ------------------- | ------------------ |
| 757          | 1         | Sekaiiči Karei na Pokemon!? Čiračíno tai Cutádža! 世界一華麗なポケモン！？チラチーノVSツタージャ！            | Beauties Battling for Pride and Prestige!         | 11. října 2012      | 2. února 2013      |
| 758          | 2         | Ózora to Daiči no Taggu Batoru! 大空と大地のタッグバトル！                                                    | A Surface to Air Tag Battle Team!                 | 18. října 2012      | 9. února 2013      |
| 759          | 3         | Airisu, Rjú no Sato e Kaeru! アイリス、竜の里へ帰る！                                                         | A Village Homecoming!                             | 25. října 2012      | 16. února 2013     |
| 760          | 4         | Sórjú Jimu! Airisu tai Shaga!! ソウリュウジム！アイリスＶＳシャガ！！                                         | Drayden Versus Iris: Past, Present, and Future!   | 8. listopadu 2012   | 23. února 2013     |
| 761          | 5         | Čúmu Íbui Šucudó sejo! Pokemon Resukjú Tai!! チーム・イーブイ出動せよ！ポケモンレスキュー隊！！               | Team Eevee and the Pokémon Rescue Squad!          | 15. listopadu 2012  | 2. března 2013     |
| 762          | 6         | Kaimaku: Iššu Rígu Higaki Taikai! Satoši tai Šútí!! 開幕 イッシュリーグ・ヒガキ大会！サトシ対シューティー！！ | Curtain Up, Unova League!                         | 22. listopadu 2012  | 9. března 2013     |
| 763          | 7         | Nettó! Raibaru Batoru o Kačinuke!! 熱闘！ライバルバトルを勝ちぬけ！！                                         | Mission: Defeat your Rival!                       | 29. listopadu 2012  | 16. března 2013    |
| 764          | 8         | Kibago Maigo ni Naru! キバゴ迷子になる！                                                                      | Lost at the League!                               | 6. prosince 2012    | 23. března 2013    |
| 765          | 9         | Dageki Tódžó! Satoši tai Kenijan!! ダゲキ登場！サトシ対ケニヤン！！                                           | Strong Strategy Steals the Show!                  | 13. prosince 2012   | 30. března 2013    |
| 766          | 10        | Satoši tai Kotecu! Himicu Heiki Sazandora!! サトシ対コテツ！秘密兵器サザンドラ！！                            | Cameron's Secret Weapon!                          | 20. prosince 2012   | 6. dubna 2013      |
| 767          | 11        | Keččaku Iššu Rígu! Pikačú tai Rukario!! 決着イッシュリーグ！ピカチュウ対ルカリオ！！                          | A Unova League Evolution!                         | 10. ledna 2013      | 13. dubna 2013     |
| 768          | 12        | Araragi Kenkjúdžo! Aratanaru Tabidači!! アララギ研究所！新たなる旅立ち！！                                    | New Places... Familiar Faces!                     | 17. ledna 2013      | 20. dubna 2013     |
| 769          | 13        | Tomodači... Sono Na wa Enu! トモダチ…その名はN！                                                              | The Name's N!                                     | 24. ledna 2013      | 27. dubna 2013     |
| 770          | 14        | Šin Džimu Rídá Čeren! 新ジムリーダー・チェレン！                                                              | There's a New Gym Leader in Town!                 | 31. ledna 2013      | 4. května 2013     |
| 771          | 15        | Akuroma tai Hansamu! Purasuma-dan no Inbó!! アクロマVSハンサム！プラズマ団の陰謀！！                          | Team Plasma's Pokémon Power Plot!                 | 7. února 2013       | 11. května 2013    |
| 772          | 16        | Kiri no Sangi Bokudžó! Denrjú no Akari!! 霧のサンギ牧場！デンリュウのあかり！！                               | The Light of Floccesy Ranch!                      | 14. února 2013      | 18. května 2013    |
| 773          | 17        | Enu Futatabi! Wóguru Kjúšucu Sakusen!! N再び！ウォーグル救出作戦！！                                          | Saving Braviary                                   | 21. února 2013      | 25. května 2013    |
| 774          | 18        | Isoge! Pokemon Wangan Kjúdžotai!! 急げ！ポケモン湾岸救助隊！！                                                | The Pokémon Harbor Patrol!                        | 28. února 2013      | 1. června 2013     |
| 775          | 19        | Moe jo Rizádon! Bui Esu Kairjú! 燃えよリザードン！VSカイリュー！                                              | The Fires of a Red-Hot Reunion!                   | 7. března 2013      | 8. června 2013     |
| 776          | 20        | Purazuma-dan no Jabó! Ajacurareta Pokemon-tači!! プラズマ団の野望！操られたポケモンたち！！                   | Team Plasma's Pokémon Manipulation!               | 14. března 2013     | 15. června 2013    |
| 777          | 21        | Enu no Himicu... Kiri no Kanata ni! Nの秘密…霧の彼方に！                                                      | Secrets From Out of the Fog!                      | 21. března 2013     | 22. června 2013    |
| 778          | 22        | Roketto-dan tai Purazuma-dan! Njásu to Akuroma!! ロケット団VSプラズマ団！ニャースとアクロマ！！               | Meowth, Colress and Team Rivalry!                 | 28. března 2013     | 29. června 2013    |
| 779          | 23        | Širo no Iseki! Satoši tai Enu!! 白の遺跡！サトシ対N！！                                                       | Ash and N: A Clash of Ideals!                     | 4. dubna 2013       | 6. července 2013   |
| 780          | 24        | Purazuma-dan Šúgeki! Fukkacu no Gišiki!! プラズマ団襲撃！復活の儀式！！                                       | Team Plasma and the Awakening Ceremony!           | 11. dubna 2013      | 13. července 2013  |
| 781          | 25        | Reširamu tai Enu! Risó to Šindžicu no Kanata e!! レシラム対Ｎ！理想と真実の彼方へ！！                         | What Lies Beyond Truth and Ideals!                | 18. dubna 2013      | 20. července 2013  |
| 782          | 26        | Saraba Iššu! Aratanaru Funade!! さらばイッシュ！新たなる船出！！                                              | Farewell, Unova! Setting Sail for New Adventures! | 25. dubna 2013      | 27. července 2013  |
| 783          | 27        | Amai Hanímicu ni wa Kiken ga Ippai! 甘いハニーミツには危険がいっぱい！                                        | Danger, Sweet as Honey!                           | 2. května 2013      | 3. srpna 2013      |
| 784          | 28        | Somurie Tantei Dento! Daikaigen no Miššicu!! ソムリエ探偵デント！大海原の密室！！                             | Cilan and the Case of the Purrloin Witness!       | 9. května 2013      | 10. srpna 2013     |
| 785          | 29        | Saraba Midžumaru!? Hotači Kingu e no Miči! さらばミジュマル！？ホタチキングへの道！                           | Crowning the Scalchop King!                       | 16. května 2013     | 17. srpna 2013     |
| 786          | 30        | Gen'ei no Šima! Kiri no Naka no Zoroáku!! 幻影の島！霧の中のゾロアーク！！                                    | The Island of Illusions!                          | 23. května 2013     | 24. srpna 2013     |
| 787          | 31        | Rotomu Bui Esu Ókido-hakase! ロトムVSオーキド博士！                                                           | To Catch a Rotom!                                 | 30. května 2013     | 31. srpna 2013     |
| 788          | 32        | Dekorora Šotó no Kaizoku Ó! デコロラ諸島の海賊王！                                                            | The Pirates of Decolore!                          | 6. června 2013      | 7. září 2013       |
| 789          | 33        | Satoši to Batafurí! Mata Au Hi made!! サトシとバタフリー！また会う日まで！！                                  | Butterfree and Me!                                | 13. června 2013     | 14. září 2013      |
| 790          | 34        | Satoši to Airisu ga Zekkó!? Wakare no Ippon-miči!! サトシとアイリスが絶交！？別れの1本道！！                  | The Path That Leads to Goodbye!                   | 20. června 2013     | 21. září 2013      |
| 791          | 35        | Džiráči ni Negai o! Nanokakan no Kiseki!! ジラーチに願いを！七日間の奇跡！！                                  | Searching for a Wish!                             | 27. června 2013     | 28. září 2013      |
| 792          | 36        | Hikaru Enban! Óbemu-tači no Mači!! 光る円盤！オーベムたちの街！！                                             | Capacia Island UFO!                               | 4. července 2013    | 5. října 2013      |
| —            | —         | Mjúcú ~Kakusei e no Purorógu~ ミュウツー ～覚醒への序章（プロローグ）～                                       | Mewtwo — Prologue to Awakening                    | 11. července 2013   | 11. ledna 2014     |
| 793          | 37        | Pandží Tódžó! Erikiteru to Gógóto!! パンジー登場！エリキテルとゴーゴート！！                                  | The Journalist from Another Region!               | 18. července 2013   | 12. října 2013     |
| 794          | 38        | Otakara no Nazo! Mudžintó Adobenčá!! お宝の謎！無人島アドベンチャー！！                                       | Mystery on a Deserted Island!                     | 25. července 2013   | 19. října 2013     |
| 795          | 39        | Ibuki to Airisu! Iročigai Kurimugan!! イブキとアイリス！色ちがいクリムガン！！                                | A Pokémon of a Different Color!                   | 1. srpna 2013       | 26. října 2013     |
| 796          | 40        | Onbán Tódžó! Suisei to Júša no Densecu!! オンバーン登場！彗星と勇者の伝説！！                                 | Celebrating the Hero's Comet!                     | 15. srpna 2013      | 2. listopadu 2013  |
| 797          | 41        | Gó Gó Gógóto! ゴーゴーゴーゴート！                                                                            | Go, Go Gogoat!                                    | 22. srpna 2013      | 9. listopadu 2013  |
| 798          | 42        | Emonga, Rokketo-dan ni Hairu! エモンガ、ロケット団に入る！                                                    | Team Rocket's Shocking Recruit!                   | 5. září 2013        | 16. listopadu 2013 |
| 799          | 43        | Dento Bui Esu Kóri no Čósenša! San'jó Džimu no Kiki!! デントＶＳ氷の挑戦者！サンヨウジムの危機！！            | Survival of the Striaton Gym!                     | 12. září 2013       | 23. listopadu 2013 |
| 800          | 44        | Besuto Uiššu! Mata Au Hi made!! ベストウイッシュ！また会う日まで！！                                          | Best Wishes! Until We Meet Again!                 | 19. září 2013       | 30. listopadu 2013 |
| 801          | 45        | Ore no Jume, Pokemon Masutá!! オレの夢、ポケモンマスター！！                                                  | The Dream Continues!                              | 26. září 2013       | 7. prosince 2013   |
| —            | —         | Dento to Takeši! Gjaradosu no Gekirin!! デントとタケシ！ギャラドスのげきりん！！                              | —                                                 | 3. října 2013       | nebylo vysíláno    |
| —            | —         | Airisu Bui Esu Ibuki! Doragon Masutá e no Miči!! アイリスVSイブキ！ドラゴンマスターへの道！！                 | —                                                 | 27. května 2014     | nebylo vysíláno    |

### Sedmnáctá řada:XY(2013–2014)
| Č. v seriálu | Č. v řadě | Původní název                                                                                               | Anglický název                            | Premiéra v Japonsku | Premiéra v USA     |
| ------------ | --------- | --- | ----------------------------------------- | ------------------- | ------------------ |
| 802          | 1         | Karosu-čihó ni Jattekita! Jume to Bóken no Hadžimari!! カロス地方にやってきた！夢と冒険のはじまり！！       | Kalos, Where Dreams and Adventures Begin! | 17. října 2013      | 18. ledna 2014     |
| 803          | 2         | Mega Šinka to Purizumu Tawá! メガシンカとプリズムタワー！                                                   | Lumiose City Pursuit!                     | 17. října 2013      | 25. ledna 2014     |
| 804          | 3         | Keromacu Bui Esu Jajakoma! Kúčúkidó Batoru!! ケロマツVSヤヤコマ！空中機動バトル！！                         | A Battle of Aerial Mobility!              | 24. října 2013      | 1. února 2014      |
| 805          | 4         | Pikačú to Dedenne! Hoppesurisuri!! ピカチュウとデデンネ！ほっぺすりすり！！                                 | A Shockingly Cheeky Friendship!           | 31. října 2013      | 8. února 2014      |
| 806          | 5         | Hakudan Džimu Sen! Kareinaru Bibijon no Mai Batoru!! ハクダンジム戦！華麗なるビビヨンの舞バトル！！         | A Blustery Santalune Gym Battle!          | 7. listopadu 2013   | 15. února 2014     |
| 807          | 6         | Hjódžó Kessen! Pikačú Tai Bibijon!! 氷上決戦！ピカチュウVSビビヨン！！                                      | Battling on Thin Ice!                     | 14. listopadu 2013  | 22. února 2014     |
| 808          | 7         | Serena ni Omakase!? Gekisó Saihón Résu! セレナにおまかせ！？激走サイホーンレース！                          | Giving Chase at the Rhyhorn Race!         | 21. listopadu 2013  | 1. března 2014     |
| 809          | 8         | Pokemon Torimá to Torimian! ポケモントリマーとトリミアン！                                                  | Grooming Furfrou!                         | 28. listopadu 2013  | 8. března 2014     |
| 810          | 9         | Miare Džimu Kórjaku! Šitoron no Himicu!! ミアレジム攻略！シトロンの秘密！！                                 | Clemont's Got a Secret!                   | 5. prosince 2013    | 15. března 2014    |
| 811          | 10        | Harimaron Tai Mega Mega Njásu!! ハリマロンVSメガメガニャース！！                                            | Mega-Mega Meowth Madness!                 | 12. prosince 2013   | 22. března 2014    |
| 812          | 11        | Šikurin no Cuiseki! Jančamu to Goronda!! 竹林の追跡！ヤンチャムとゴロンダ！！                               | The Bamboozling Forest!                   | 19. prosince 2013   | 29. března 2014    |
| 813          | 12        | Pokemon Baijá wo Cukamero! Kofúrai Gisó Sakusen!! ポケモンバイヤーを捕まえろ！コフーライ偽装作戦！！        | To Catch a Pokémon Smuggler!              | 9. ledna 2014       | 5. dubna 2014      |
| 814          | 13        | Ninfia Tai Keromacu! Jóčien wa Ósawagi!! ニンフィアVSケロマツ！幼稚園は大さわぎ！！                         | Kindergarten Chaos!                       | 16. ledna 2014      | 12. dubna 2014     |
| 815          | 14        | Bukimi na Amajadori! Njasupá wa Miteita!! ぶきみな雨宿り！ニャスパーは見ていた！！                          | Seeking Shelter From the Storm!           | 30. ledna 2014      | 19. dubna 2014     |
| 816          | 15        | Harimaron Bui Esu Mafokuší! Daietto Batoru!? ハリマロンVSマフォクシー！ダイエットバトル！？                 | An Appetite for Battle!                   | 6. února 2014       | 26. dubna 2014     |
| 817          | 16        | Dedenne ga Pičú de Pičú ga Dedenne de...!? デデンネがピチューでピチューがデデンネで…！？                    | A Jolting Switcheroo!                     | 13. února 2014      | 3. května 2014     |
| 818          | 17        | Keromacu Tai Gekogašira! Nindža Batoru!! ケロマツ対ゲコガシラ！忍者バトル！！                               | A Rush of Ninja Wisdom!                   | 20. února 2014      | 10. května 2014    |
| 819          | 18        | Kabigon o Okose! Parufamu Kjúden de Batoru Desu!! カビゴンを起こせ！パルファム宮殿でバトルです！！          | Awakening the Sleeping Giant!             | 27. února 2014      | 17. května 2014    |
| 820          | 19        | Madamu Ekkusu no Inbó! Kjófu no Karamanero!! マダムＸの陰謀！恐怖のカラマネロ！！                           | A Conspiracy to Conquer!                  | 13. března 2014     | 24. května 2014    |
| 821          | 20        | Čósen Batoru Šató! Biora Bui Esu Zakuro!! 挑戦バトルシャトー！ビオラVSザクロ！！                            | Breaking Titles at the Chateau!           | 20. března 2014     | 7. června 2014     |
| 822          | 21        | Debjú desu! Serena to Fokko de Pokebidžon!! デビューです！セレナとフォッコでポケビジョン！！                | A PokéVision of Things to Come!           | 27. března 2014     | 14. června 2014    |
| —            | —         | Saikjó Mega Šinka ~Act I~ 最強メガシンカ～ActⅠ～                                                            | Pokemon: Mega Evolution Special I         | 3. dubna 2014       | 31. května 2014    |
| 823          | 22        | Ógon no Koikingu o Curiagero!! 黄金のコイキングを釣り上げろ！！                                             | Going for the Gold!                       | 10. dubna 2014      | 21. června 2014    |
| 824          | 23        | Órora no Kizuna! Amarurusu to Amaruruga!! オーロラの絆！アマルスとアマルルガ！！                            | Coming Back into the Cold!                | 17. dubna 2014      | 28. června 2014    |
| 825          | 24        | Šódžó Džimu-sen! Pikačú Tai Čigorasu!! ショウヨウジム戦！ピカチュウ対チゴラス！！                           | Climbing the Walls!                       | 24. dubna 2014      | 5. července 2014   |
| 826          | 25        | Peroppafu to Perorímu!! Amai Tatakai wa Amakunai!? ペロッパフとペロリーム！！甘い戦いはあまくない！？       | A Battle by Any Other Name!               | 8. května 2014      | 12. července 2014  |
| 827          | 26        | Furabebe to Jósei no Hana! フラベベと妖精の花！                                                             | To Find a Fairy Flower!                   | 15. května 2014     | 19. července 2014  |
| 828          | 27        | Čanpion Karune Tódžó! Kiri no Naka no Mega Sánaito!! チャンピオン・カルネ登場！霧の中のメガサーナイト！！   | The Bonds of Evolution!                   | 22. května 2014     | 26. července 2014  |
| 829          | 28        | Džadžán! Nise Satoši Arawareru!! ジャジャーン！ニセ サトシ現る！！                                          | Heroes - Friends and Faux Alike!          | 29. května 2014     | 2. srpna 2014      |
| 830          | 29        | Koruni to Rukario! Megašinka no Himicu!! コルニとルカリオ！メガシンカの秘密！！                             | Mega Revelations!                         | 29. května 2014     | 9. srpna 2014      |
| 831          | 30        | Rukario Tai Bašámo! Širen no Dókucu!! ルカリオＶＳバシャーモ！試練の洞窟！！                                | The Cave of Trials!                       | 5. června 2014      | 16. srpna 2014     |
| 832          | 31        | Mega Rukario Tai Mega Rukario! Hadó no Araši!! メガルカリオ対メガルカリオ！波導の嵐！！                     | The Aura Storm!                           | 12. června 2014     | 23. srpna 2014     |
| 833          | 32        | Jobiau Kokoro! Hadó no Mukó e!! 呼び合う心！波導のむこうへ！！                                              | Calling from Beyond the Aura!             | 19. června 2014     | 30. srpna 2014     |
| 834          | 33        | Mega Rukario Tai Mega Kučíto! Megašinka no Kizuna!! メガルカリオ対メガクチート！メガシンカの絆！！          | The Bonds of Mega Evolution!              | 3. července 2014    | 6. září 2014       |
| 835          | 34        | Mori no Čanpion! Ruchaburu Tódžó! 森のチャンピオン！ルチャブル登場！！                                      | The Forest Champion!                      | 10. července 2014   | 13. září 2014      |
| 836          | 35        | Sukai Batoru!? Ručaburu Tai Faiaró!! スカイバトル！？ルチャブル対ファイアロー！！                           | Battles in the Sky!                       | 24. července 2014   | 20. září 2014      |
| 837          | 36        | Ucušimi no Dókucu! Kagami no Kuni no Satoši to Satoši!? うつしみの洞窟！鏡の国のサトシとサトシ！？          | The Cave of Mirrors!                      | 31. července 2014   | 27. září 2014      |
| 838          | 37        | Ugomeku Mori no Órotto! 蠢く森のオーロット！                                                                | Forging Forest Friendships!               | 7. srpna 2014       | 4. října 2014      |
| 839          | 38        | Pokemon Samá Kjanpu! Raibaru Sanningumi Tódžó!! ポケモン・サマーキャンプ！ライバル三人組登場！！            | Summer of Discovery!                      | 14. srpna 2014      | 11. října 2014     |
| 840          | 39        | Serena Bui Esu Sana! Pokebidžon Taikecu!! セレナＶＳサナ！ポケビジョン対決！！                              | Day Three Blockbusters!                   | 21. srpna 2014      | 18. října 2014     |
| 841          | 40        | Pokeentéringu! Kiri no Naka no Ekkusu!! ポケエンテーリング！霧の中のＸ！！                                  | Foggy Pokémon Orienteering!               | 28. srpna 2014      | 25. října 2014     |
| 842          | 41        | Čímu Batoru! Dentóiri Kessen!! チームバトル！殿堂入り決戦！！                                               | Battling Into the Hall of Fame!           | 1. září 2014        | 1. listopadu 2014  |
| 843          | 42        | Masutá Tawá! Megašinka no Rekiši!! マスタータワー！メガシンカの歴史！！                                     | Origins of Mega Evolution!                | 18. září 2014       | 8. listopadu 2014  |
| 844          | 43        | Šara Džimu Sen! Pikačú Bui Esu Mega Rukario!! シャラジム戦！ピカチュウVSメガルカリオ！！                    | Showdown at the Shalour Gym!              | 25. září 2014       | 15. listopadu 2014 |
| 845          | 44        | Šitoron Tai Juríka!? Njaonikusu de Kjódai Batoru!! シトロン対ユリーカ！？ニャオニクスできょうだいバトル！！ | Splitting Heirs!                          | 2. října 2014       | 22. listopadu 2014 |
| 846          | 45        | Dodžikko Pukurin Bui Esu Bósó Bómanda!! どじっこプクリンVS暴走ボーマンダ！！                                | The Clumsy Crier Quiets the Chaos!        | 9. října 2014       | 29. listopadu 2014 |
| 847          | 46        | Serena, Hacu Getto!? Jančamu Bui Esu Fokko!! セレナ、初ゲット！？ヤンチャムVSフォッコ！！                   | Dreaming a Performer's Dream!             | 16. října 2014      | 6. prosince 2014   |
| 848          | 47        | Šitoron, Omoide no Kjanpasu! Dengeki no Saikai!! シトロン、想い出のキャンパス！電撃の再会！！               | A Campus Reunion!                         | 23. října 2014      | 13. prosince 2014  |
| 849          | 48        | Šucudó Rapurasu Bóeitai! Juríka Ganbaru!! 出動ラプラス防衛隊！ユリーカがんばる！！                          | Bonnie for the Defense!                   | 30. října 2014      | 20. prosince 2014  |

### Osmnáctá řada:XY: Kalos Quest(2014–2015)
| Č. v seriálu | Č. v řadě | Původní název | Anglický název                              | Premiéra v Japonsku | Premiéra v USA     |
| ------------ | --------- | --- | ------------------------------------------- | ------------------- | ------------------ |
| —            | —         | Saikjó Mega Šinka ~Act II~ 最強メガシンカ～Act Ⅱ～ | Pokémon: Mega Evolution Special II          | 6. listopadu 2014   | 7. února 2015      |
| 850          | 1         | Odore Jančamu, Misero Fokko! Ašita e no Suteppu!! 踊れヤンチャム、魅せろフォッコ！明日へのステップ！！                                                           | Pathways to Performance Partnering!         | 13. listopadu 2014  | 7. února 2015      |
| 851          | 2         | Kaitei no Širo! Kuzumó to Doramidoro!! 海底の城！クズモーとドラミドロ！！                                                                                        | An Undersea Place to Call Home!             | 20. listopadu 2014  | 7. února 2015      |
| 852          | 3         | Ručaburu to Dáku Ručaburu! ルチャブルとダークルチャブル！ | When Light and Dark Collide!                | 27. listopadu 2014  | 7. února 2015      |
| 853          | 4         | Ninpó Taikecu! Gekogašira Tai Gamenodesu!! 忍法対決！ゲコガシラ対ガメノデス！！                                                                                  | A Stealthy Challenge!                       | 11. prosince 2014   | 28. února 2015     |
| 854          | 5         | Serena no Honki! Gekisó Mékuru Résu! セレナの本気！激走メェークルレース！                                                                                        | A Race for Home!                            | 18. prosince 2014   | 7. března 2015     |
| 855          | 6         | Karamanero Tai Máíka! Kizuna wa Sekai o Sukú!! カラマネロ対マーイーカ！絆は世界を救う！！                                                                        | Facing the Grand Design!                    | 25. prosince 2014   | 14. března 2015    |
| 856          | 7         | Saidžaku no Doragon!? Numera Tódžó!! 最弱のドラゴン！？ヌメラ登場！！                                                                                            | A Slippery Encounter!                       | 8. ledna 2015       | 21. března 2015    |
| 857          | 8         | Dedenne Ganbaru! Numera no Tame ni!! デデンネがんばる！ヌメラのために！！                                                                                        | One for the Goomy!                          | 15. ledna 2015      | 28. března 2015    |
| 858          | 9         | Banipučči Panikku! Howaitoauto wa Kórigóri!! バニプッチ・パニック！ホワイトアウトはこおりごおり！！                                                              | Thawing an Icy Panic!                       | 22. ledna 2015      | 4. dubna 2015      |
| 859          | 10        | Hijoku Džimu Sen! Gekogašira Bui Esu Gógóto! ヒヨクジム戦！ゲコガシラVSゴーゴート！！                                                                            | The Green, Green Grass Types of Home!       | 29. ledna 2015      | 11. dubna 2015     |
| 860          | 11        | Satoši to Serena Hacu Déto!? Čikai no Ki to Purezento!! サトシとセレナ初デート！？誓いの樹とプレゼント！！                                                       | Under the Pledging Tree!                    | 5. února 2015       | 18. dubna 2015     |
| 861          | 12        | Mezase Karos Kwín! Serena, Debjú Desu!! 目指せカロスクィーン！セレナ、デビューです！！                                                                           | A Showcase Debut!                           | 12. února 2015      | 25. dubna 2015     |
| 862          | 13        | Kója no Kettó! Tatakae Numera!! 荒野の決闘！戦えヌメラ！！ | An Oasis of Hope!                           | 19. února 2015      | 2. května 2015     |
| 863          | 14        | Saiensu no Mirai o Mamore! Denki no Meikjú!! サイエンスの未来を守れ！電気の迷宮！！                                                                              | The Future Is Now, Thanks to Determination! | 26. února 2015      | 9. května 2015     |
| 864          | 15        | Majoimiči Wakaremiči!? Musaši to Sónansu!! 迷い道は分かれ道！？ムサシとソーナンス！！                                                                            | A Fork in the Road! A Parting of the Ways!  | 5. března 2015      | 16. května 2015    |
| 865          | 16        | Fokko VS Mafokuší! Karei Naru Pafómansu Batoru!! はフォッコVSマフォクシー！華麗なるパフォーマンスバトル！！                                                      | Battling with Elegance And a Big Smile!     | 12. března 2015     | 23. května 2015    |
| —            | —         | Saikjó Mega Šinka ~Act III~ 最強メガシンカ～Act Ⅲ～ | Pokémon: Mega Evolution Special III         | 19. března 2015     | 15. srpna 2015     |
| 866          | 17        | Kaméru, Raičú Tódžó! Numeiru Ganbaru!! カメール、ライチュウ登場！ヌメイルがんばる！！                                                                            | Good Friends, Great Training!               | 26. března 2015     | 30. května 2015    |
| 867          | 18        | Miare Šiti Sósasen! Šitoroido tai Burakku Šitoroido!! ミアレシティ走査線！シトロイド対ブラック・シトロイド！！                                                   | Confronting the Darkness!                   | 2. dubna 2015       | 6. června 2015     |
| 868          | 19        | Miare Džimu Sen! Satoši VS Šitoron!! ミアレジム戦！サトシVSシトロン！！                                                                                          | The Moment of Lumiose Truth!                | 9. dubna 2015       | 13. června 2015    |
| 869          | 20        | Neraware ta Megašinka! Gaburiasu no Kizuna!! 狙われたメガシンカ！ガブリアスの絆！！                                                                              | Garchomp's Mega Bond!                       | 16. dubna 2015      | 20. června 2015    |
| 870          | 21        | Šičči tai no Tatakai! Numerugon tai Furádžesu!! 湿地帯の戦い！ヌメルゴン対フラージェス！！                                                                       | Defending the Homeland!                     | 23. dubna 2015      | 27. června 2015    |
| 871          | 22        | Keččaku! Numerugon Nidži no Kanata ni!! 決着！ヌメルゴン虹の彼方に！！                                                                                           | Beyond the Rainbow!                         | 30. dubna 2015      | 4. července 2015   |
| 872          | 23        | Unsei Saiaku? Juríka tai Njásu!! 運勢最悪? ユリーカ対ニャース！！                                                                                                | So You're Having a Bad Day!                 | 7. května 2015      | 11. července 2015  |
| 873          | 24        | Kowaiie no Omotenaši! こわいイエのおもてなし！ | Scary Hospitality!                          | 14. května 2015     | 18. července 2015  |
| 874          | 25        | Faššonšó de Batoru desu! Tacubei VS Šušupu!! ファッションショーでバトルです！タツベイVSシュシュプ！！                                                            | A Fashionable Battle!                       | 21. května 2015     | 25. července 2015  |
| 875          | 26        | Kunoe Džimu Sen! Ucukušiki Fearí no Wana!! クノエジム戦！美しきフェアリーの罠！！                                                                                | Fairy-Type Trickery!                        | 28. května 2015     | 1. srpna 2015      |
| 876          | 27        | Raibaru Batoru San hon Šóbu! Ašita ni Mukatte!! ライバルバトル３本勝負！ 明日に向かって！！                                                                      | Rivals: Today and Tomorrow!                 | 4. června 2015      | 8. srpna 2015      |
| 877          | 28        | Kaze to Tamago to Onbatto! 風とタマゴとオンバット！ | A Not-So-Flying Start!                      | 11. června 2015     | 22. srpna 2015     |
| 878          | 29        | Čósen Pokemon Sukai Riré! Tobe, Onbatto!! 挑戦ポケモンスカイリレー！飛べ、オンバット！！                                                                         | A Relay in the Sky!                         | 18. června 2015     | 29. srpna 2015     |
| 879          | 30        | Pikaču no dokidoki NG taišó ピカチュウはスター！？映画デビュー！! How to ピカチュウ・ザ・ムービー！よーい！アクション！！ 迅雷のヒーロー！スーパーピカチュウ！！ | Lights! Camera! Pika!                       | 18. června 2015     | 21. listopadu 2015 |
| —            | —         | O Demaši ko Madžin Fúpa おでまし小魔神フーパ | Hoopa, The Mischief Pokémon                 | 19. června 2015     | 3. prosince 2015   |
| 880          | 31        | Gekitó Monsutá Bóru Kódžó! Pikačú VS Njásu!! 激闘モンスターボール工場！ピカチュウVSニャース！！                                                                  | A Frenzied Factory Fiasco!                  | 25. června 2015     | 5. září 2015       |
| 881          | 32        | Téruná to Jančamu!! Misero Honó no Pafómansu!! テールナーとヤンチャム！！魅せろ炎のパフォーマンス！！                                                            | Performing with Fiery Charm!                | 2. července 2015    | 12. září 2015      |
| 882          | 33        | Toki o Kakeru Satoši! Rotomu no Negai!! 時をかけるサトシ！ロトムの願い！！                                                                                       | Rotom's Wish!                               | 9. července 2015    | 19. září 2015      |
| 883          | 34        | Panpudžin Fesutibaru! Sajonara Bakečča!? パンプジンフェスティバル！さよならバケッチャ！？                                                                        | A Festival Trade! A Festival Farewell?      | 23. července 2015   | 26. září 2015      |
| 884          | 35        | Jukijama o Koete! Manmú to Jukino ó!! 雪山をこえて！マンムーとユキノオー！！                                                                                     | Over the Mountain of Snow!                  | 30. července 2015   | 3. října 2015      |
| 885          | 36        | Harimaron! Hadžimete no o Cukai!! ハリマロン！はじめてのつかい！！                                                                                               | Adventures in Running Errands!              | 13. srpna 2015      | 10. října 2015     |
| 886          | 37        | Ore ta sae Ore ta Kokoro! Téruná no Cujoki Omoi!! 折れた小枝、折れた心！テールナーの強い思い！！                                                                 | Mending a Broken Spirit!                    | 20. srpna 2015      | 17. října 2015     |
| 887          | 38        | Šattá Čansu wa Faijá! Densecu o Tore!! シャッターチャンスはファイヤー ！伝説を撮れ！！                                                                           | A Legendary Photo Op!                       | 27. srpna 2015      | 24. října 2015     |
| 888          | 39        | Juríka Osewa desu! Amaenbó no Čigorasu!! ユリーカお世話です！甘えん坊のチゴラス！！                                                                              | The Tiny Caretaker!                         | 10. září 2015       | 31. října 2015     |
| 889          | 40        | Cuioku no Torein! Šitoron to Horubí!! 追憶のトレイン！シトロンとホルビー！！                                                                                     | A Trip Down Memory Train!                   | 17. září 2015       | 7. listopadu 2015  |
| 890          | 41        | Íbui wa Hito Miširi!? Ohanabatake de Cukamae te!! イーブイはひとみしり！？お花畑でつかまえて！！                                                                 | A Frolicking Find in the Flowers!           | 24. září 2015       | 14. listopadu 2015 |
| 891          | 42        | Taggu batoru wa Júdžó Batoru! Íbui Hacu Sansen!! タッグバトルは友情バトル！イーブイ初参戦！！                                                                    | Tag Team Battle Inspiration!                | 1. října 2015       | 28. listopadu 2015 |
| 892          | 43        | Happí Dansu wa Kuizu no Ato de!? Toraipokaron Hjakkoku Taikai!! ハッピーダンスはクイズのあとで！？トライポカロン・ヒャッコク大会！！                             | A Performance Pop Quiz!                     | 8. října 2015       | 5. prosince 2015   |
| 893          | 44        | Karosu no Kiki! Kjodai Hidokei no Tatakai!! カロスの危機！巨大日時計の戦い！！                                                                                   | Cloudy Fate, Bright Future!                 | 15. října 2015      | 12. prosince 2015  |
| 894          | 45        | Hjakkokudžimu no Daburu Batoru! Godžika no Mirai Joči!! ヒャッコクジムのダブルバトル！ゴジカの未来予知！！                                                       | All Eyes on the Future!                     | 22. října 2015      | 19. prosince 2015  |
| —            | —         | Saikjó Mega Šinka ~Act IV~ 最強メガシンカ～Act IV～ | Pokémon: Mega Evolution Special IV          | 29. října 2015      | 26. prosince 2015  |

### Devatenáctá řada:XYZ(2015–2016)
| Č. v seriálu | Č. v řadě | Původní název | Anglický název                             | Premiéra v Japonsku | Premiéra v USA     |
| ------------ | --------- | --- | ------------------------------------------ | ------------------- | ------------------ |
| 895          | 1         | Z Bakutan! Karosu ni Hisomu Mono!! Z爆誕！カロスに潜む者！！                                                           | From A to Z!                               | 29. října 2015      | 20. února 2016     |
| 896          | 2         | Nekkecu Haribógu! Nerawareta Puni-čan!! 熱血ハリボーグ！狙われたプニちゃん！！                                         | Love Strikes! Eevee, Yikes!                | 5. listopadu 2015   | 27. února 2016     |
| 897          | 3         | Mega Tabunne VS Giga Giga Njásu!! メガタブンネVSギガギガニャース！！                                                   | A Giga Battle With Mega Results!           | 12. listopadu 2015  | 5. března 2016     |
| 898          | 4         | Šišiko to Kaendžiši! Honó no tabidači!! シシコとカエンジシ！炎の旅立ち！！                                             | A Fiery Rite of Passage!                   | 19. listopadu 2015  | 12. března 2016    |
| 899          | 5         | Pikačú, Puni-čan no jume o miru! ピカチュウ、プニちゃんの夢を見る！                                                    | Dream a Little Dream from Me!              | 26. listopadu 2015  | 19. března 2016    |
| 900          | 6         | Jókoso nindža-mura e! Eijú Gekkouga no densecu!! ようこそ忍者村へ！英雄ゲッコウガの伝説！！                            | The Legend of the Ninja Hero!              | 3. prosince 2015    | 26. března 2016    |
| 901          | 7         | Nindža-mura kessen! Gekogašira tai Kirikizan!! 忍者村決戦！ゲコガシラ対キリキザン！！                                  | A Festival of Decisions!                   | 10. prosince 2015   | 2. dubna 2016      |
| 902          | 8         | Odore Íbui! ToraiPokaron Debjú!! 踊れイーブイ！トライポカロン･デビュー！！                                             | A Dancing Debut!                           | 17. prosince 2015   | 9. dubna 2016      |
| 903          | 9         | Cui no Dókucu! Ugokidašita Z no Nazo!! ついの洞窟！動き出したZの謎！！                                                 | Meeting at Terminus Cave!                  | 24. prosince 2015   | 16. dubna 2016     |
| 904          | 10        | Juríka to Puni-čan! ユリーカとプニちゃん！                                                                             | A Cellular Connection!                     | 14. ledna 2016      | 23. dubna 2016     |
| 905          | 11        | Onbatto to Furaette! Kaze no naka no meguriai!! オンバットとフラエッテ！風の中のめぐりあい！！                         | A Windswept Encounter!                     | 21. ledna 2016      | 30. dubna 2016     |
| 906          | 12        | Satoši to Serena! Dansu páti de getto da ze!! サトシとセレナ！ダンスパーティでゲットだぜ！！                           | Party Dancecapades!                        | 28. ledna 2016      | 7. května 2016     |
| 907          | 13        | Saikjó mega batoru! Gekkouga VS Mega Rizádon!! 最強メガバトル！ゲッコウガＶＳメガリザードン！！                        | A Meeting of Two Journeys!                 | 4. února 2016       | 14. května 2016    |
| 908          | 14        | Bakurecu Gurando Fósu! Džigarude hokaku sakusen!! 爆裂グランドフォース！ジガルデ捕獲作戦！！                           | An Explosive Operation!                    | 11. února 2016      | 21. května 2016    |
| 909          | 15        | Kója no Burigaron! Ki wo ueru Robon!! 荒野のブリガロン！木を植えるロボン！！                                           | A Watershed Moment!                        | 18. února 2016      | 28. května 2016    |
| 910          | 16        | Masutá Kurasu e no širen! Dó suru Serena!? マスタークラスへの試練！どうするセレナ！？                                  | Master Class Choices!                      | 25. února 2016      | 4. června 2016     |
| 911          | 17        | Sandá to Onbán! Ikari no raigeki!! サンダーとオンバーン！怒りの雷撃！！                                                | An Electrifying Rage!                      | 3. března 2016      | 11. června 2016    |
| 912          | 18        | Refuto to Raito! Džureru kokoro no Kametete!! レフトとライト！揺れる心のカメテテ！！                                   | Unlocking Some Respect!                    | 10. března 2016     | 18. června 2016    |
| 913          | 19        | Masutí Kurasu kaimaku! Hibana čiru otome no gekitó!! マスタークラス開幕！火花散る乙女の激闘！！                        | Master Class is in Session!                | 17. března 2016     | 25. června 2016    |
| 914          | 20        | Eru VS Serena! Ake mirai e no tobira!! エルVSセレナ！開け未来への扉！！                                                | Performing a Pathway to the Future!        | 24. března 2016     | 2. července 2016   |
| 915          | 21        | Šitoron no hanajome!? Juríka no Širu-bu-pure panikku!! シトロンの花嫁！？ユリーカのシルブプレパニック！！              | A Keeper for Keeps?!                       | 7. dubna 2016       | 9. července 2016   |
| 916          | 22        | Serena, Satoši ni naru! Saikjó Pikačú taikecu!! セレナ、サトシになる！最強ピカチュウ対決！！                           | Battling at Full Volume!                   | 14. dubna 2016      | 16. července 2016  |
| 917          | 23        | Satoši to Aran! Gekkouga VS Mega Rizádon futatabi!! サトシとアラン！ゲッコウガＶＳメガリザードンふたたび！！           | The Synchronicity Test!                    | 21. dubna 2016      | 23. července 2016  |
| 918          | 24        | Mori no noroi to široi Bokuré! 森の呪いと白いボクレー！                                                                | Making Friends and Influencing Villains!   | 28. dubna 2016      | 30. července 2016  |
| 919          | 25        | Satoši tai čanpion Karune! VS Mega Sánaito!! サトシ対チャンピオン・カルネ！VSメガサーナイト！！                        | Championing a Research Battle!             | 5. května 2016      | 6. srpna 2016      |
| 920          | 26        | Raibaru taikecu! Satoši VS Šóta!! ライバル対決！サトシVSショータ！！                                                   | A Full Strength Battle Surprise!           | 12. května 2016     | 13. srpna 2016     |
| 921          | 27        | Eisecu Džimu Sen! Kóri no batorufírudo!! エイセツジム戦！氷のバトルフィールド！！                                      | All Hail the Ice Battlefield!              | 19. května 2016     | 20. srpna 2016     |
| 922          | 28        | Majoi no Mori...Šinka no Joake!! 迷いの森・・・進化の夜明け！                                                          | Seeing the Forest For the Trees!           | 26. května 2016     | 27. srpna 2016     |
| 923          | 29        | Satoši-Gekkouga VS Mega Jukinó'o!! Hacudó kjodai mizu šuriken!! サトシゲッコウガVSメガユキノオー！発動巨大水手裏剣！！ | A Real Icebreaker!                         | 2. června 2016      | 3. září 2016       |
| 924          | 30        | Mereší o sagase! Numerugon to deden'ne!! メレシーを探せ！ヌメルゴンとデデンネ！！                                      | A Diamond in the Rough!                    | 9. června 2016      | 10. září 2016      |
| 925          | 31        | Bakunecu no kikó (karakuri) fesutibaru!! 爆熱の機巧（からくり）フェスティバル！！                                      | A Gaggle of Gadget Greatness!              | 16. června 2016     | 17. září 2016      |
| 926          | 32        | Karosurígu kaimaku! Megarizádon taikecu X tai Y!! カロスリーグ開幕！メガリザードン対決・X対Y！！                       | A League of His Own!                       | 30. června 2016     | 24. září 2016      |
| 927          | 33        | Megadžukain tai Raičú! Keiken-či itadakimasu!! メガジュカイン対ライチュウ！経験値いただきます！！                      | Valuable Experience for All!               | 7. července 2016    | 1. října 2016      |
| 928          | 34        | Džunkeššó furubatoru! Satoši tai šóta!! 準決勝フルバトル！サトシ対ショータ！！                                         | Analysis Versus Passion!                   | 21. července 2016   | 8. října 2016      |
| 929          | 35        | Raibaru kessen! Satošigekkouga VS Megadžukain!! ライバル決戦！サトシゲッコウガVSメガジュカイン！！                     | A Riveting Rivalry!                        | 28. července 2016   | 15. října 2016     |
| 930          | 36        | Gekitó karosurígu! Cudoe, subete no acuki omoi jo!! 激闘カロスリーグ！集え、すべての熱き想いよ！！                     | Kalos League Passion with a Certain Flare! | 4. srpna 2016       | 22. října 2016     |
| 931          | 37        | Keššósen! Satoši tai Aran!! 決勝戦！サトシ対アラン！！                                                                 | Finals Not for the Faint-Hearted!          | 11. srpna 2016      | 29. října 2016     |
| 932          | 38        | Karosurígu júšó! Satoši čódžó kessen!! カロスリーグ優勝！サトシ頂上決戦！！                                            | Down to the Fiery Finish!                  | 18. srpna 2016      | 5. listopadu 2016  |
| 933          | 39        | Šúgeki Furea-dan! Purizumu tawá no Džigarude!! 襲撃フレア団！プリズムタワーのジガルデ！！                              | A Towering Takeover!                       | 25. srpna 2016      | 12. listopadu 2016 |
| 934          | 40        | Šógeki Džigarude tai Džigarude! Kowarejuku sekai!! 衝撃ジガルデ対ジガルデ！壊れゆく世界！！                            | Coming Apart at the Dreams!                | 1. září 2016        | 19. listopadu 2016 |
| 935          | 41        | Tocugeki Miare Džimu! Šitoroido jo éen ni!! 突撃ミアレジム！シトロイドよ永遠に！！                                     | The Right Hero for the Right Job!          | 8. září 2016        | 3. prosince 2016   |
| 936          | 42        | Šingeki-suru kjoseki! Karosu bóésen!! 進撃する巨石！カロス防衛線！！                                                   | Rocking Kalos Defenses!                    | 15. září 2016       | 10. prosince 2016  |
| 937          | 43        | Hangeki no Džigarude! Karosu saišó kessen!! 反撃のジガルデ！カロス最終決戦！！                                         | Forming a More Perfect Union!              | 15. září 2016       | 17. prosince 2016  |
| 938          | 44        | Hadžimari wa Zero! Šitoroido no Kecudan!! はじまりはゼロ！シトロンの決断！！                                           | Battling With a Clean Slate!               | 6. října 2016       | 24. prosince 2016  |
| 939          | 45        | Satoši to Rasuto Batoru! Serena no Sentaku!! サトシとラストバトル！セレナの選択！！                                    | The First Day of the Rest of Your Life!    | 13. října 2016      | 7. ledna 2017      |
| 940          | 46        | Saraba Satoši Gekkouga! Xerosicy no gjakušú さらばサトシゲッコウガ！クセロシキの逆襲                                   | Facing the Needs of the Many!              | 20. října 2016      | 14. ledna 2017     |
| 941          | 47        | Owari naki zero! Mata au hi made!! 終わりなきゼロ！ また逢う日まで！！                                                 | Till We Compete Again!                     | 27. října 2016      | 21. ledna 2017     |
| —            | —         | XYZ no densecu! ＸＹＺの伝説！                                                                                         | The Legend of X, Y, and Z!                 | 3. listopadu 2016   | 28. ledna 2017     |
| —            | —         | Saikjó no futari! Citron to Dent!! 最強の二人！シトロンとデント！！                                                    | —                                          | 10. listopadu 2016  | nebylo vysíláno    |

### Dvacátá řada:Slunce a Měsíc(2016–2017)
| Č. v seriálu | Č. v řadě | Původní název                                                                                               | Anglický název                       | Premiéra v Japonsku | Premiéra v USA     |
| ------------ | --------- | --- | ------------------------------------ | ------------------- | ------------------ |
| 942          | 1         | Aróra! Hadžimete no šima, hadžimete no Pokemon-tači!! アローラ！はじめての島、はじめてのポケモンたち！！    | Alola to New Adventure!              | 17. listopadu 2016  | 12. května 2017    |
| 943          | 2         | Mamorigami Kapu Kokeko tódžó! Čósen, ore-tači no Z-waza!! 守り神カプ・コケコ登場！挑戦、オレたちのZワザ！！ | The Guardian's Challenge!            | 17. listopadu 2016  | 12. května 2017    |
| 944          | 3         | Jorotošiku, boku, Rotomu Zukan roto! よロトしく、ボク、ロトム図鑑ロト！                                     | Loading the Dex!                     | 24. listopadu 2016  | 13. května 2017    |
| 945          | 4         | Mokuró tódžó! Aróra de Pokemon getto da ze!! モクロー登場！アローラでポケモンゲットだぜ！！                 | First Catch in Alola, Ketchum-style! | 24. listopadu 2016  | 14. května 2017    |
| 946          | 5         | Ašimari, ganbarún! シマリ、がんバルーン！                                                                   | Yo, Ho, Ho! Go, Popplio!             | 1. prosince 2016    | 15. května 2017    |
| 947          | 6         | Biribiri čikučiku Togedemaru! びりびりちくちくトゲデマル！                                                  | A Shocking Grocery Run!              | 8. prosince 2016    | 16. května 2017    |
| 948          | 7         | Ičiba no fúraibó Njabí! 市場の風来坊ニャビー！                                                              | That's Why the Litten Is a Scamp!    | 15. prosince 2016   | 17. května 2017    |
| 949          | 8         | Tamago-gakari wa dáre da? タマゴ係はだ～れだ？                                                              | Lillie's Egg-xhilarating Challenge!  | 22. prosince 2016   | 18. května 2017    |
| 950          | 9         | Nuši Pokemon wa Dekagúsu! ぬしポケモンはデカグース！                                                        | To Top a Totem                       | 5. ledna 2017       | 19. května 2017    |
| 951          | 10        | Deru ka Z-waza! Daiširen e no čósen!! 出るかZワザ！大試練への挑戦！！                                       | Trial and Tribulation!               | 12. ledna 2017      | 20. května 2017    |
| 952          | 11        | Satoši, kaki n či ni iku! サトシ、カキんちに行く！                                                          | Young Kiawe Had a Farm!              | 19. ledna 2017      | 27. května 2017    |
| 953          | 12        | Kagai džugjó wa Hidoide!? 課外授業はヒドイデ！？                                                            | The Sun, the Scare, the Secret Lair! | 26. ledna 2017      | 3. června 2017     |
| 954          | 13        | Aróra Pankéki dai résu! アローラパンケーキ大レース！                                                        | Racing to a Big Event!               | 2. února 2017       | 10. června 2017    |
| 955          | 14        | Júki no keššó, Rírie to Rokon! 勇気の結晶、リーリエとロコン！                                               | Getting to Know You!                 | 9. února 2017       | 17. června 2017    |
| 956          | 15        | Cumeato no oka, Iwanko to Rugarugan!! 爪あとの丘、イワンコとルガルガン！！                                  | Rocking Clawmark Hill!               | 23. února 2017      | 24. června 2017    |
| 957          | 16        | Čiisana san-biki, ókina bóken!! 小さな三匹、大きな冒険！！                                                  | They Might Not Be Giants!            | 2. března 2017      | 1. července 2017   |
| 958          | 17        | Aróra tantei Rotomu! Kieta kurisutaru no nazo!! アローラ探偵ロトム！消えたクリスタルの謎！！                | Crystal-Clear Sleuthing!             | 9. března 2017      | 1. července 2017   |
| 959          | 18        | Madžii!? Mao no orjóri dai sakusen!! マジィ！？マオのお料理大作戦！！                                       | A Seasoned Search!                   | 16. března 2017     | 1. července 2017   |
| 960          | 19        | Dengeki mó tokkun! Kapu Kokeko to no saisen!! 電撃猛特訓！カプ・コケコとの再戦！！                          | A Guardian Rematch!                  | 23. března 2017     | 1. července 2017   |
| 961          | 20        | Satoši to Pikačú, futari no jakusoku サトシとピカチュウ、二人の約束                                         | Partner Promises!                    | 6. dubna 2017       | 1. července 2017   |
| 962          | 21        | Njabí, tabidači no toki! ニャビー、旅立ちの時！                                                             | One Journey Ends, Another Begins...  | 6. dubna 2017       | 1. července 2017   |
| 963          | 22        | Sukoppu ni jóčúi!!! スコップに要注意！！！                                                                  | A Shivering Shovel Search!           | 13. dubna 2017      | 8. července 2017   |
| 964          | 23        | Šógeki! Dagutorio kaisan?! 衝撃！ダグトリオ解散！？                                                         | Getting the Band Back Together!      | 20. dubna 2017      | 15. července 2017  |
| 965          | 24        | Aróra! Hadžimete no džugjó sankan!! アローラ！はじめての授業参観！！                                        | Alolan Open House!                   | 27. dubna 2017      | 22. července 2017  |
| 966          | 25        | Kurisutaru sódacu-sen! Roketto-dan tai Sukaru-dan!! クリスタル争奪戦！ロケット団対スカル団！！              | A Team-on-Team Tussle!               | 4. května 2017      | 29. července 2017  |
| 967          | 26        | Sajonara Mámane! さよならマーマネ！                                                                         | So Long, Sophocles!                  | 11. května 2017     | 5. srpna 2017      |
| 968          | 27        | Ide jo! Akaki manazaši Rugarugan!! 出でよ！紅き眼差しルガルガン！！                                         | A Glaring Rivalry!                   | 18. května 2017     | 19. srpna 2017     |
| 969          | 28        | Nettó Pokebésu! Nerae gjakuten hómuran!! 熱闘ポケベース！ねらえ逆転ホームラン！！                           | Pulling Out the Pokémon Base Pepper! | 25. května 2017     | 26. srpna 2017     |
| 970          | 29        | Nemašu no mori de anata mo nemašu? ネマシュの森であなたも寝ましゅ？                                         | Lulled to La-La Land!                | 8. června 2017      | 2. září 2017       |
| 971          | 30        | Rírie, Pikačú o kawaigatte agete ne リーリエ、ピカチュウをかわいがってあげてね                              | The Ol' Raise and Switch!            | 15. června 2017     | 9. září 2017       |
| 972          | 31        | Raiči tódžó! Naitewaratte, šima kuín!! ライチ登場！泣いて笑って、島クイーン！！                             | The Island Whisperer!                | 22. června 2017     | 16. září 2017      |
| 973          | 32        | Otakara hakken! Múrando sáči!! お宝発見！ムーランドサーチ！！                                               | Treasure Hunt, Akala Style!          | 29. června 2017     | 23. září 2017      |
| 974          | 33        | Jowaši cujoši, ike no nuši! ヨワシ強し、池のぬし！                                                          | Big Sky, Small Fry!                  | 6. července 2017    | 30. září 2017      |
| 975          | 34        | Honó no batoru! Garagara arawaru!! 炎のバトル！ガラガラあらわる！！                                         | A Crowning Moment of Truth!          | 20. července 2017   | 7. října 2017      |
| 976          | 35        | Karé-na batoru! Rarantesu no mai!! カレーなバトル！ラランテスの舞！！                                       | Currying Favor and Flavor!           | 27. července 2017   | 14. října 2017     |
| 977          | 36        | Raiči no dai širen! Ičiban hádona Pokemon šóbu!! ライチの大試練！一番ハードなポケモン勝負！！               | Trials and Determinations!           | 3. srpna 2017       | 21. října 2017     |
| 978          | 37        | Iwanko to inoči no iseki no mamorigami! イワンコといのちの遺跡の守り神！                                    | Rising from the Ruins!               | 10. srpna 2017      | 28. října 2017     |
| 979          | 38        | Mimikkju no bake no kawa! ミミッキュのばけのかわ！                                                          | Mimikyu Unmasked!                    | 17. srpna 2017      | 4. listopadu 2017  |
| 980          | 39        | Iede no Mao to Jarejútan! 家出のマオとヤレユータン！                                                        | Mallow and the Forest Teacher!       | 24. srpna 2017      | 11. listopadu 2017 |
| 981          | 40        | Ašimari, Ošamari, ikari no Dadarin! アシマリ、オシャマリ、いかりのダダリン！                                | Balloons, Brionne, and Belligerence! | 31. srpna 2017      | 18. listopadu 2017 |
| 982          | 41        | Daššu! Dendimuši ダッシュ！デンヂムシ                                                                       | Mounting an Electrifying Charge!     | 7. září 2017        | 25. listopadu 2017 |
| 983          | 42        | Kantó de Aróra! Takeši to Kasumi!! カントーでアローラ！タケシとカスミ！！                                   | Alola, Kanto!                        | 14. září 2017       | 25. listopadu 2017 |
| 984          | 43        | Džimu batoru! Z-Waza tai Mega Šinka!! ジムバトル！Zワザ対メガシンカ！！                                     | When Regions Collide!                | 21. září 2017       | 9. prosince 2017   |

### Dvacátá první řada:Slunce a Měsíc – Ultra dobrodružství(2017–2018)
| Č. v seriálu | Č. v řadě | Původní název                                                                                                 | Anglický název                        | Premiéra v Japonsku | Premiéra v USA     |
| ------------ | --------- | --- | ------------------------------------- | ------------------- | ------------------ |
| 985          | 1         | Satoši to Hošigumo! Fušigina deai!! サトシとほしぐも！不思議な出会い！！                                      | A Dream Encounter!                    | 5. října 2017       | 24. března 2018    |
| 986          | 2         | Hošigumo panikku! Terepóto wa tocuzen ni!! ほしぐもパニック！テレポートは突然に！！                           | Now You See Them, Now You Don't!      | 12. října 2017      | 25. března 2018    |
| 987          | 3         | Henšin Metamon, sagasundamon! 変身メタモン、探すんだモン！                                                    | Deceiving Appearances!                | 19. října 2017      | 26. března 2018    |
| 988          | 4         | Guradžio to Širuvadi! Imašime no kamen!! グラジオとシルヴァディ！戒めの仮面！！                               | A Masked Warning!                     | 26. října 2017      | 27. března 2018    |
| 989          | 5         | Zenrjoku pozu deo tomarikai! ゼンリョクポーズでお泊まり会！                                                   | Night of a Thousand Poses!            | 2. listopadu 2017   | 28. března 2018    |
| 990          | 6         | Rírie to Širuvadi jomi ga eru kioku! ゼンリョクポーズでお泊まり会！                                           | Mission: Total Recall!                | 9. listopadu 2017   | 29. března 2018    |
| 991          | 7         | Zaobo no gjakušu! Sarawareta Hošigumo! ザオボーの逆襲！さらわれたほしぐも！                                   | Faba's Revenge!                       | 16. listopadu 2017  | 30. března 2018    |
| 992          | 8         | Ganba Ririe! Kecui no iede! がんばリーリエ！決意の家出！！                                                    | Family Determination!                 | 23. listopadu 2017  | 31. března 2018    |
| 993          | 9         | Ničirin no saidan! Sorugareo kórin! 日輪の祭壇！ソルガレオ降臨！！                                            | Revealing the Stuff of Legend!        | 30. listopadu 2017  | 7. dubna 2018      |
| 994          | 10        | Isoge! Ruzamíne kjúšucu dai sakusen!! 急げ！ルザミーネ救出大作戦！！                                          | Rescuing the Unwilling!               | 7. prosince 2017    | 14. dubna 2018     |
| 995          | 11        | Kagajake Z pawá ringu! Čó zenrjoku no 1000 man boruto!! 輝けZパワーリング！超ゼンリョクの1000まんボルト！！   | 10,000,000 Reasons to Fight!          | 14. prosince 2017   | 21. dubna 2018     |
| 996          | 12        | Arigató Sorugareo! Oretači no Hošigumo!! ありがとうソルガレオ！俺たちのほしぐも！！                           | The Professors' New Adventure!        | 21. prosince 2017   | 28. dubna 2018     |
| 997          | 13        | Neru ko wa cujoi, nekkoala no himicu! 寝る子は強い、ネッコアラの秘密！                                        | Let Sleeping Pokémon Lie!             | 28. prosince 2017   | 5. května 2018     |
| 998          | 14        | Rotomu, Forumu Čendži Ga Tomaranai! ロトム、フォルムチェンジが止まらない！                                    | The Dex Can't Help It!                | 11. ledna 2018      | 12. května 2018    |
| 999          | 15        | Nakanaide Hidoide! 泣かないでヒドイデ！                                                                       | Fighting Back The Tears!              | 18. ledna 2018      | 19. května 2018    |
| 1000         | 16        | Mao sošite Suiren: Amai omoide! マオそしてスイレン: 甘い思い出！                                              | Tasting the Bitter With The Sweet!    | 25. ledna 2018      | 2. července 2018   |
| 1001         | 17        | Kúki o cukinuketeimasu! Pokeddodžanputónamento! 空気を突き抜けています！ ポケッドジャンプトーナメント！       | Getting A Jump On The Competition!    | 1. února 2018       | 9. července 2018   |
| 1002         | 18        | Šuppacu suru! Anata wa watačitači no urutora gádiandesu! 出発する！あなたは私たちのウルトラガーディアンです！ | A Mission of Ultra Urgency!           | 8. února 2018       | 16. července 2018  |
| 1003         | 19        | Aku no njásu wa aróra njásu!? 悪のニャースはアローラニャース！？                                              | Acting True to Form!                  | 15. února 2018      | 23. dubna 2018     |
| 1004         | 20        | Moeagare njabí! Dató gaogaen!! 燃え上がれニャビー！打倒ガオガエン！！                                         | Pushing the Fiery Envelope!           | 22. února 2018      | 30. července 2018  |
| 1005         | 21        | Satoši to Nagecukesaru! Júdžó no Taččidaun!! サトシとナゲツケサル！友情のタッチダウン！！                     | —                                     | 1. března 2018      | nebylo vysíláno    |
| 1006         | 22        | Irima to íbui ma irima su!! イリマとイーブイまイリマす！！                                                    | Turning Heads and Training Hard!      | 8. března 2018      | 6. srpna 2018      |
| 1007         | 23        | Sukečči de sumaššu! Gekitó pokepinpon! スケッチでスマッシュ！激闘ポケピンポン！                               | Smashing with Sketch!                 | 15. března 2018     | 13. srpna 2018     |
| 1008         | 24        | Pikapika dai suki! Kurukuru bebenomu!! ピカピカだいすき！くるくるベベノム！！                                 | Love at First Twirl!                  | 22. března 2018     | 25. srpna 2018     |
| 1009         | 25        | O šigoto taiken! Pokemonsentá 24 dži! お仕事体験！ポケモンセンター24時！！                                    | Real Life... Inquire Within!          | 5. dubna 2018       | 1. září 2018       |
| 1010         | 26        | Kagajake seišú tekkaguja! 輝け星舟テッカグヤ！                                                                | Rise and Shine, Starship!             | 12. dubna 2018      | 8. září 2018       |
| 1011         | 27        | Bokudžó o mamore! Gjakušú no aoki hono!! 牧場を守れ！逆襲の蒼き炎！！                                         | The Young Flame Strikes Back!         | 19. dubna 2018      | 15. září 2018      |
| 1012         | 28        | Šizukumo, daze! シズクモ、スイレンゲットだぜ！                                                                | Dewpider Ascending!                   | 26. dubna 2018      | 22. září 2018      |
| 1013         | 29        | Panpakapán! Moejo mao famirí!! パンパカパーン！燃えよマオファミリー！！                                       | Sours for the Sweet!                  | 26. dubna 2018      | 29. září 2018      |
| 1014         | 30        | Rokettodan no šima meguri!? Z ringu o getto sejo!! ロケット団の島めぐり！？Zリングをゲットせよ！！            | Why Not Give Me a Z-Ring Sometime?    | 3. května 2018      | 6. října 2018      |
| 1015         | 31        | Čó waru ojadži wa šima kingu!? ちょーワルおやじはしまキング！？                                               | Tough Guy Trials!!!                   | 10. května 2018     | 13. října 2018     |
| 1016         | 32        | Kapu-Bururu! Gu tara mó tokkun!! カプ・ブルル！ぐーたらモー特訓！！                                           | Some Kind of Laziness!!               | 17. května 2018     | 20. října 2018     |
| 1017         | 33        | Súpá kessen! Pikačú VS Mimikkju!! スーパー決戦！ピカチュウVSミミッキュ！！                                    | A Battle Hand-Off!                    | 24. května 2018     | 27. října 2018     |
| 1018         | 34        | Kučinaši no dai širen! Lugarugan kakusei!! クチナシの大試練！ルガルガン覚醒！！                               | Guiding an Awakening!                 | 31. května 2018     | 3. listopadu 2018  |
| 1019         | 35        | Gekitocu urutorabísuto! Dondonbačibači dai sakusen!! 激激突ウルトラビースト！ドンドンバチバチ大作戦！！       | Twirling with a Bang!                 | 7. června 2018      | 10. listopadu 2018 |
| 1020         | 36        | Meteno to bevenom, hošizora ni kieta jakusoku! メテノとベベノム、星空に消えた約束！                           | Showering the World with Love!        | 14. června 2018     | 17. listopadu 2018 |
| 1021         | 37        | Sando no araši! Kori ana no daburu batoru!! サンドの嵐！氷穴のダブルバトル！！                                | Not Caving Under Pressure!            | 28. června 2018     | 24. listopadu 2018 |
| 1022         | 38        | Aróra no wakaki honó! Roijaru Satoši tandžó!! アローラの若き炎！ロイヤルサトシ誕生！！                        | A Young Royal Flame Ignites!          | 5. července 2018    | 1. prosince 2018   |
| 1023         | 39        | Dansu dansu de šinka sen ka? ダンスダンスで進化せんか？                                                       | All They Want To Do Is Dance Dance!   | 19. července 2018   | 8. prosince 2018   |
| 1024         | 40        | Satoši, čísaku naru サトシ、ちいさくなる                                                                      | Dummy, You Shrunk The Kids!           | 26. července 2018   | 15. prosince 2018  |
| 1025         | 41        | Kazoku no katači, bebenomu no kimoči! 家族のカタチ、ベベノムのキモチ！                                        | The Shape Of Love To Come!            | 2. srpna 2018       | 22. prosince 2018  |
| 1026         | 42        | Tondenobotte, cundecunde! トンデノボッテ、ツンデツンデ！                                                      | The Long Vault Home!                  | 9. srpna 2018       | 29. prosince 2018  |
| 1027         | 43        | Koko ni kimeta! Pokemon jukemuri paradaisu!! ココにきめた！ポケモン湯けむりパラダイス！！                     | I Choose Paradise!                    | 16. srpna 2018      | 12. ledna 2019     |
| 1028         | 44        | Aróra no kiki! Kagajaki o kurau jami!! アローラの危機！かがやきを喰らう闇！！                                 | Filling the Light with Darkness!      | 23. srpna 2018      | 19. ledna 2019     |
| 1029         | 45        | Runaára tai UB: Burakku! Mangecu no tatakai!! ルナアーラ対UB:BLACK！満月の戦い！！                            | Full Moon and Many Arms!              | 30. srpna 2018      | 26. ledna 2019     |
| 1030         | 46        | Hikari to jami no purizumu, sononaha nekurozuma!! 光と闇のプリズム、その名はネクロズマ！！                    | The Prism Between Light and Darkness! | 6. září 2018        | 2. února 2019      |
| 1031         | 47        | Mirai e cunage! Kagajaki-sama no densecu!! 未来へつなげ！かがやきさまの伝説！！                               | Securing the Future!                  | 13. září 2018       | 9. února 2019      |
| 1032         | 48        | Tairjó hassei-čú! Pikačú nota ni!! 大量発生チュウ！ピカチュウのたに！！                                       | A Plethora of Pikachu!                | 7. října 2018       | 16. února 2019     |
| 1033         | 49        | Kukui zettaizecumei! Móhitori no roijarumasuku!! ククイ絶体絶命！もう一人のロイヤルマスク！！                 | Turning the Other Mask!               | 14. října 2018      | 23. února 2019     |

### Dvacátá druhá řada:Slunce a Měsíc – Ultra legendy(2018–2019)
| Č. v seriálu | Č. v řadě | Původní název                                                                                         | Anglický název                                 | Premiéra v Japonsku | Premiéra v USA     |
| ------------ | --------- | --- | ---------------------------------------------- | ------------------- | ------------------ |
| 1034         | 1         | Júša ririeru to aróra no cue! 勇者リリエルとアローラの杖！                                            | Lillier and the Staff!                         | 21. října 2018      | 23. března 2019    |
| 1035         | 2         | Gósutopokemon dai šúgó! Min'na no obakejaši! ゴーストポケモン大集合！みんなのお化け屋敷！             | A Haunted House for Everyone!                  | 28. října 2018      | 4. března 2019     |
| 1036         | 3         | Vu~era kazan, goróngorónja ja ma o toko! ヴェラ火山、ゴローンゴローニャやまおとこ！                   | Sparking Confusion!                            | 4. listopadu 2018   | 25. března 2019    |
| 1037         | 4         | Roketto-dan to nuikoguma! ロケット団とヌイコグマ！                                                    | Don't Ignore the Small Stufful!                | 11. listopadu 2018  | 26. března 2019    |
| 1038         | 5         | Takumi no fukusuró!!! Nemuri no mokuró zzz 匠のフクスロー！！眠りのモクローzzz                        | No Stone Unturned!                             | 18. listopadu 2018  | 27. března 2019    |
| 1039         | 6         | Konbi kaisan!? Satoši to rotomu コンビ解散！？サトシとロトム                                          | Bright Lights, Big Changes!                    | 25. listopadu 2018  | 28. března 2019    |
| 1040         | 7         | Íbui doko iku no? Ano ko ni ai ni doko made mo! イーブイどこいくの？あのコに会いにどこまでも！        | We Know Where You're Going, Eevee!             | 2. prosince 2018    | 29. března 2019    |
| 1041         | 8         | Kaze o tacu inazuma! Sononaha zeraora!! 風を断つ稲妻！その名はゼラオラ！！                            | Battling the Beast Within!                     | 9. prosince 2018    | 30. března 2019    |
| 1042         | 9         | Hanate! Júdžó no cuinsupákingugigaboruto!! 放て！友情のツインスパーキングギガボルト！！               | Parallel Friendships!                          | 16. prosince 2018   | 6. dubna 2019      |
| 1043         | 10        | Aróra de aróra! Takeši to Kasumi! アローラでアローラ！ タケシとカスミ！                               | Alola, Alola!                                  | 23. prosince 2018   | 20. dubna 2019     |
| 1044         | 11        | Iwa o mo kudaku acuki háto! Raiči to Takeši!! 岩をも砕く熱きハート！ライチとタケシ！！                | Heart of Fire! Heart of Stone!                 | 6. ledna 2019       | 27. dubna 2019     |
| 1045         | 12        | Poni šima no džijukenkjú! Šima kingu o sagase!! ポニ島の自由研究！しまキングをさがせ！！              | That's Some Spicy Island Research!             | 13. ledna 2019      | 4. května 2019     |
| 1046         | 13        | Rugarugan kessen! Satoši VS Guradžio!! ルガルガン決戦！サトシVSグラジオ！！                           | Showdown on Poni Island!                       | 20. ledna 2019      | 11. května 2019    |
| 1047         | 14        | Umi ari tani ari! Pokemon šinka dai tokkun!! 海あり谷あり！ポケモン進化大特訓！！                     | Evolving Research!                             | 27. ledna 2019      | 1. června 2019     |
| 1048         | 15        | Hašire kaki! Onore o koete!! 走れカキ！己を超えて！！                                                 | Run, Heroes, Run!                              | 3. února 2019       | 8. června 2019     |
| 1049         | 16        | Kapu-Rehire no kirinonakade カプ・レヒレの霧の中で                                                    | Memories in the Mist!                          | 10. února 2019      | 15. června 2019    |
| 1050         | 17        | Šima kuín tandžó! Satoši no dai širen!! しまクイーン誕生！サトシの大試練！！                          | A Grand Debut!                                 | 17. února 2019      | 22. června 2019    |
| 1051         | 18        | Pokegorufu de óruinwan ポケゴルフでホールインワン！                                                   | Keeping Your Eyes on the Ball!                 | 24. února 2019      | 29. června 2019    |
| 1052         | 19        | Aróra džóriku! Tarutarumetarupanikku!! アローラ上陸！タルタルメタルパニック！！                       | Show Me the Metal!                             | 3. března 2019      | 6. července 2019   |
| 1053         | 20        | Šinšu hakken! Merutan, Gettoda ze!! 新種発見！メルタン、ゲットだぜ！！                                | Got Meltan?                                    | 10. března 2019     | 13. července 2019  |
| 1054         | 21        | Šin Bangumi!? Čísana Koikingu no Merodi 新番組！？小さなコイキングのメロディ                          | This Magik Moment!                             | 17. března 2019     | 20. července 2019  |
| 1055         | 22        | Bjútí ando Njarth! ビューティー・アンド・ニャース！                                                   | Beauty is Only Crystal Deep!                   | 24. března 2019     | 27. července 2019  |
| 1056         | 23        | Hakai no Teió Guzuma! 破壊の帝王グズマ！                                                              | The Dealer of Destruction!                     | 31. března 2019     | 3. srpna 2019      |
| 1057         | 24        | Rírie to Himicu no Kikó Hime! リーリエと秘密の機巧姫！                                                | The Secret Princess!                           | 7. dubna 2019       | 10. srpna 2019     |
| 1058         | 25        | Šeimi, Merutan, Nagisa! Maigo no Tanken-tai!! シェイミ、メルタン、ナギサ！迷子の探検隊！！            | Drawn with the Wind!                           | 14. dubna 2019      | 17. srpna 2019     |
| 1059         | 26        | Saidžókai o Mezase! Bakuon no Doragondžimu!! 最上階を目指せ！爆音のドラゴンジム！！                   | Aiming for the Top Floor!                      | 21. dubna 2019      | 24. srpna 2019     |
| 1060         | 27        | Čósoku no Kuwagannon! Mámane Kakusei!! 超速のクワガノン！マーマネ覚醒！！                             | A High-Speed Awakening!                        | 28. dubna 2019      | 31. srpna 2019     |
| 1061         | 28        | Suiren Kaióga wo Curu!? スイレン、カイオーガを釣る！？                                                | The One That Didn't Get Away!                  | 5. května 2019      | 7. září 2019       |
| 1062         | 29        | Mao funtó! Mori no pokemon kafe!! マオ奮闘！森のポケモンカフェ！！                                    | A Recipe For Success!                          | 12. května 2019     | 14. září 2019      |
| 1063         | 30        | Kanši šimasu! Roketto-dan aróra no su gata!! 監視します！ロケット団アローラのすがた！！               | Spying For The Big Guy!                        | 19. května 2019     | 21. září 2019      |
| 1064         | 31        | Z Waza o kiwamero! Šakunecu no kaki gaššuku!! Zワザを極めろ！灼熱のカキ合宿！！                       | A Fiery Training Camp Trick!                   | 26. května 2019     | 28. září 2019      |
| 1065         | 32        | Kireadži bacugun! Kamiturugi kenzan!! 切れ味バツグン！カミツルギ見参！！                              | Living on the Cutting Edge!                    | 2. června 2019      | 5. října 2019      |
| 1066         | 33        | Satoši, Toki wo koeta deai! サトシ、時を超えた出会い！                                                | A Timeless Encounter!                          | 9. června 2019      | 12. října 2019     |
| 1067         | 34        | Pikačú no dokidoki tanken-tai! ピカチュウのドキドキ探検隊！                                           | Pikachu's Exciting Adventure!                  | 16. června 2019     | 19. října 2019     |
| 1068         | 35        | Guradžio to Rírie! Čiči no gen'ei o otte!! グラジオとリーリエ！父の幻影を追って！！                   | Chasing Memories, Creating Dreams!             | 23. června 2019     | 26. října 2019     |
| 1069         | 36        | Kaimaku! Aróra Pokemon Rígu!! 開幕！アローラポケモンリーグ！！                                        | League Offenders and Defenders!                | 30. června 2019     | 2. listopadu 2019  |
| 1070         | 37        | Dai rantó! Batoru roijaru 151!! 大乱闘！バトルロイヤル151！！                                         | Battle Royale 151!                             | 7. července 2019    | 9. listopadu 2019  |
| 1071         | 38        | Mao to Suiren! Júdžó no zenrjoku batoru! マオとスイレン！友情のゼンリョクバトル！                     | Battling Besties!                              | 14. července 2019   | 16. listopadu 2019 |
| 1072         | 39        | Musaši VS Kodžiró! Ai to šindžicu no batoru fírudo!! ムサシVSコジロウ！愛と真実のバトルフィールド！！ | The Battlefield of Truth and Love!             | 21. července 2019   | 23. listopadu 2019 |
| 1073         | 40        | Džunaipá o kórjaku sejo! ジュナイパーを攻略せよ！                                                     | Imitation is the Sincerest Form of Strategy!   | 28. července 2019   | 30. listopadu 2019 |
| 1074         | 41        | Tori-džó kessen! Bureibubádo VS goddobádo!! 鳥上決戦！ブレイブバードVSゴッドバード！！                | Battling on the Wing!                          | 4. srpna 2019       | 7. prosince 2019   |
| 1075         | 42        | Min'na zenrjoku! Džunkeššó e no miči!! みんなゼンリョク！準決勝への道！！                             | The Road to the Semi-Finals!                   | 11. srpna 2019      | 14. prosince 2019  |
| 1076         | 43        | Džunkeššó! Kaki VS Guradžio!! 準決勝！カキVSグラジオ！！                                              | The Final Four!                                | 18. srpna 2019      | 21. prosince 2019  |
| 1077         | 44        | Moeagaru honó! Raibaru wa hitori džanai!! 燃え上がる炎！ライバルはひとりじゃない！！                  | Getting Down to the Ire!                       | 25. srpna 2019      | 28. prosince 2019  |
| 1078         | 45        | Muhai no teió Guzuma! 無敗の帝王グズマ！                                                              | The Wisdom Not To Run!                         | 1. září 2019        | 4. ledna 2020      |
| 1079         | 46        | Keššósen! Saikjó raibaru taikecu!! 決勝戦！最強ライバル対決！！                                       | Final Rivals!                                  | 8. září 2019        | 11. ledna 2020     |
| 1080         | 47        | Tandžó! Aróra no haša!! 誕生！アローラの覇者！！                                                      | Enter the Champion!!                           | 15. září 2019       | 18. ledna 2020     |
| 1081         | 48        | Akudžikingu šúrai! Z-Waza daisakusen!! アクジキング襲来！Zワザ大決戦！！                              | Z-Move Showdown!                               | 22. září 2019       | 25. ledna 2020     |
| 1082         | 49        | Fainaru batoru! Satoši tai Kukui!! ファイナルバトル！サトシ対ククイ！！                               | Exhibition Unmasked!                           | 29. září 2019       | 1. února 2020      |
| 1083         | 50        | Moeru! Minagiru!! Furubatoru!!! 燃える！みなぎる！！フルバトル！！！                                  | A Full Battle Bounty!                          | 6. října 2019       | 8. února 2020      |
| 1084         | 51        | Keččaku! Gaogaen VS Njahíto!! 決着！ガオガエンVSニャヒート！！                                        | Conclusion! Gaogaen vs. Nyaheat!!              | 13. října 2019      | 15. února 2020     |
| 1085         | 52        | Aróra saikjó no Z! Kapu-kokeko VS Pikačú!! アローラ最強のZ！カプ・コケコVSピカチュウ！！              | Alola's Strongest Z! Kapu-Kokeko vs. Pikachu!! | 20. října 2019      | 22. února 2020     |
| 1086         | 53        | Taijó to cuki to, min'na no jume! 太陽と月と、みんなの夢                                              | The Sun, the Moon, and Everyone's Dreams!      | 27. října 2019      | 29. února 2020     |
| 1087         | 54        | Arigatou Aróra! Sorezore no tabidači!! ありがとうアローラ！それぞれの旅立ち！！                       | Thank You, Alola! The Start of New Journeys!!  | 3. listopadu 2019   | 7. března 2020     |

### Dvacátá třetí řada:Cesty(2019–2020)
| Č. v seriálu | Č. v řadě | Původní název                                                                                       | Český název                             | Anglický název                                             | Premiéra v Japonsku | Premiéra v USA   |
| ------------ | --------- | --------------------------------------------------------------------------------------------------- | --------------------------------------- | ---------------------------------------------------------- | ------------------- | ---------------- |
| 1088         | 1         | Pikačú tandžó! ピカチュウ誕生！                                                                     | Přichází Pikachu!                       | Enter Pikachu!                                             | 17. listopadu 2019  | 12. června 2020  |
| 1089         | 2         | Satoši to Gó, rugia de gó! サトシとゴウ、ルギアでゴー！                                             | Legenda? Tak do toho, kamarádi!         | Legend? Go! Friends? Go!                                   | 24. listopadu 2019  | 12. června 2020  |
| 1092         | 3         | Fušigisó tte fušigida ne? フシギソウってフシギだね？                                                | Ivysaur a tajemná věž                   | Ivysaur's Mysterious Tower                                 | 1. prosince 2019    | 12. června 2020  |
| 1091         | 4         | Ikuze Gararu čihó! Hibaní tono deai!! 行くぜガラル地方！ヒバニーとの出会い！！                      | Nový pokémon na scéně                   | Settling the Scorbunny!                                    | 8. prosince 2019    | 12. června 2020  |
| 1092         | 5         | Kabigon kjodai ka!? Daimakkusu no nazo!! カビゴン巨大化！？ダイマックスの謎！！                     | Neskutečný Dynamax                      | Mind-Boggling Dynamax!                                     | 15. prosince 2019   | 12. června 2020  |
| 1093         | 6         | Pokemon tairjó getto daze! Mjú e no miči!! ポケモン大量ゲットだぜ！ミウへの道！！                   | A pak přijde na řadu i Mew              | Working My Way Back to Mew!                                | 22. prosince 2019   | 12. června 2020  |
| 1094         | 7         | Gekitó no Hóen čihó! Čósen batoru furontia!! 激闘のホウエン地方！挑戦バトルフロンティア！！         | Souboj o pohár                          | Serving Up the Flute Cup!                                  | 29. prosince 2019   | 12. června 2020  |
| 1095         | 8         | Makeruna Pochama! Šinó čihó rjú hjú ší su!! 負けるなポッチャマ！シンオウ地方の流氷レース！！        | Závod na ledovci v Sinnohu              | The Sinnoh Iceberg Race!!                                  | 12. ledna 2020      | 12. června 2020  |
| 1096         | 9         | Ano hi no čikai! Džóto čihó no Hóó densecu!! あの日の誓い！ジョウト地方のホウオウ伝説！！           | Hledá se legenda                        | Finding a Legend!                                          | 19. ledna 2020      | 12. června 2020  |
| 1097         | 10        | Kairjú no rakuen, Hakurjú no širen! カイリューの楽園、ハクリューの試練！                            | Zkouška v ráji                          | A Test in Paradise!                                        | 26. ledna 2020      | 12. června 2020  |
| 1098         | 11        | Koharu to Wanpači to, tokidoki, Gengá コハルとワンパチと、時々、ゲンガー                            | Nejlepší kámoš, nejhorší noční můra     | Best Friend ... Worst Nightmare!                           | 2. února 2020       | 12. června 2020  |
| 1099         | 12        | Daimakkusu batoru! Saikjó ódža Dande!! ダイマックスバトル！最強王者ダンデ！！                       | Přehlídka titánů                        | Flash of the Titans!                                       | 9. února 2020       | 12. června 2020  |
| 1100         | 13        | Satoši tai dande! Saikjó e no miči!! サトシ対ダンデ！最強への道！！                                 | Vyšplhat se mezi nejlepší               | The Climb to Be the Very Best!                             | 16. února 2020      | 11. září 2020    |
| 1101         | 14        | Hacu iššu čihó! Iseki de reidobatoru!! 初イッシュ地方！遺跡でレイドバトル！！                       | Souboj v rozvalinách                    | Raid Battle in the Ruins                                   | 23. února 2020      | 11. září 2020    |
| 1102         | 15        | Juki no hi, Karakara no hone wa doko? 雪の日、カラカラのホネはどこ？                                | Hledání ve sněhu                        | A Snow Day for Searching!                                  | 1. března 2020      | 11. září 2020    |
| 1103         | 16        | Norowareta Satoši…! 呪われたサトシ…！                                                               | Mrazivé prokletí                        | A Chilling Curse!                                          | 8. března 2020      | 11. září 2020    |
| 1104         | 17        | Hibaní, honó no kikku! Asunimukatte!! ヒバニー、炎のキック！明日に向かって！！                      | Dvojitý kopanec                         | Kicking It From Here Into Tomorrow!                        | 15. března 2020     | 11. září 2020    |
| 1105         | 18        | Satoši sansen! Pokomon wárudo čanpionšippusu!! サトシ参戦！ポケモンワールドチャンピオンシップス！！ | Směr Korunovace                         | Destination: Coronation!                                   | 22. března 2020     | 11. září 2020    |
| 1106         | 19        | Wataši wa Metamon! ワタシはメタモン！                                                               | Umění napodobovat                       | A Talent for Imitation!                                    | 29. března 2020     | 11. září 2020    |
| 1107         | 20        | Jume e mukatte gó! Satoši to Gó!! 夢へ向かってゴー！サトシとゴウ！！                                | Velké sny                               | Dreams Are Made of These!                                  | 5. dubna 2020       | 11. září 2020    |
| 1108         | 21        | Todoke-ha širube! Satoši to fušigina tamago!! とどけ波導！サトシと不思議なタマゴ！！                | Záhada s vajíčkem                       | Caring for a Mystery!                                      | 12. dubna 2020      | 11. září 2020    |
| 1109         | 22        | Sajonara, Rabbifuto! さよなら、ラビフット！                                                         | Tak se měj!                             | Goodbye, Friend!                                           | 19. dubna 2020      | 11. září 2020    |
| 1110         | 23        | Dai panikku! Sakuragipáku!! 大パニック！サクラギパーク！！                                          | Panika v parku                          | Panic in the Park!                                         | 7. června 2020      | 11. září 2020    |
| 1111         | 24        | Jasume! Roketto-dan!! 休め！ロケット団！！                                                          | Týmová dovolená                         | A Little Rocket R&R!                                       | 14. června 2020     | 11. září 2020    |
| 1112         | 25        | Inoči bakuhacu batorufesu! VS Megarukario!! 命爆発バトルフェス！VSメガルカリオ！！                  | Shledání na festivalu                   | A Festival Reunion!                                        | 21. června 2020     | 4. prosince 2020 |
| 1113         | 26        | Hanero! Koikingu はねろ！コイキング Kabure! Jadokingu かぶれ！ヤドキング                            | Trénink na boj o korunu                 | Splash, Dash, and Smash for the Crown!Slowking's Crowning! | 28. června 2020     | 4. prosince 2020 |
| 1114         | 27        | Hideo densecu! Dande saikjó batoru!! 英雄伝説！ダンデ最強バトル！！                                 | Natvrdo a zostra                        | Toughing It Out!                                           | 5. července 2020    | 4. prosince 2020 |
| 1116         | 28        | Mesomeso Messon めそめそメッソン                                                                    | Sobble pláče                            | Sobbing Sobble!                                            | 12. července 2020   | 4. prosince 2020 |
| 1116         | 29        | Pačipači jaki moči! Wanpači no kimoči パチパチやきもち！ワンパチのきもち                            | Nováček                                 | There's a New Kid in Town!                                 | 19. července 2020   | 4. prosince 2020 |
| 1117         | 30        | Ijaija Pikačú, jarejare Barijádo いやいやピカチュウ、やれやれバリヤード                             | Zrada?                                  | Betrayed, Bothered, and Beleaguered!                       | 26. července 2020   | 4. prosince 2020 |
| 1118         | 31        | Hinbasu no kireina uroko ヒンバスのきれいなウロコ                                                   | Úroveň roztomilosti vysoká              | The Cuteness Quotient!                                     | 2. srpna 2020       | 4. prosince 2020 |
| 1119         | 32        | Serebí toki o koeta jakusoku セレビィ 時を超えた約束                                                | Zas a znova                             | Time After Time!                                           | 9. srpna 2020       | 4. prosince 2020 |
| 1120         | 33        | Pokemon kókan šimasen ka? ポケモン交換しませんか？                                                  | Vyměň, půjč si a ukradni                | Trade, Borrow, and Steal!                                  | 16. srpna 2020      | 4. prosince 2020 |
| 1121         | 34        | Kokó no tóši Saitó！Otosupasu no kjói!! 孤高の闘士サイトウ！オトスパスの脅威！！                    | Sám a strašlivý                         | Solitary and Menacing!                                     | 23. srpna 2020      | 4. prosince 2020 |
| 1122         | 35        | Pikačú, getto daze!! ピカチュウ、ゲットだぜ！！                                                     | Co že to mám chytit?!                   | Gotta Catch a What?!                                       | 30. srpna 2020      | 4. prosince 2020 |
| 1123         | 36        | Satoši to Gó, suna džigoku kara hai agare サトシとゴウ、砂地獄から這い上がれ                        | Bitvy v písku                           | Making Battles in the Sand!                                | 6. září 2020        | 4. prosince 2020 |
| 1124         | 37        | Tadaima！ Hadžimemašite, Aróra！ ただいま！はじめましてアローラ！                                   | Moje staronová partička                 | The New Old Gang of Mine!                                  | 13. září 2020       | 5. března 2021   |
| 1125         | 38        | Kiseki no Fukugen, kaseki no pokemon! 奇跡の復元、化石のポケモン！                                  | Obnovení a oživení                      | Restore and Renew!                                         | 20. září 2020       | 5. března 2021   |
| 1126         | 39        | Satoěi tai Saitó! Kórjaku tako ga tame!! サトシ対サイトウ！攻略たこがため！！                       | Nerozhodný chapadlový zápas na stadionu | Octo-Gridlock at the Gym!                                  | 27. září 2020       | 5. března 2021   |
| 1127         | 40        | Buiesu Sandá! Densecu reido batoru!! VSサンダー！伝説レイドバトル！！)                              | Třaskavý hromadný zápas                 | A Crackling Raid Battle                                    | 9. října 2020       | 5. března 2021   |
| 1128         | 41        | Pikačú atereko dai sakusen!ピカチュウ アテレコ大作戦！ Hanbun, Numakuró.半分、ヌマクロー。          | Překlad Pikachu, hotovo!                | Pikachu Translation Check!Up To Your Neck!                 | 16. října 2020      | 5. března 2021   |
| 1129         | 42        | Sódo ando šírudo I „Madoromi no mori“ ソード&シールドI 「まどろみの森」                             | Meč a štít: Les odpočinku               | Sword and Shield, Slumbering Weald!                        | 23. října 2020      | 5. března 2021   |
| 1130         | 43        | Sódo ando šírudo II „Burakku naito“ ソード&シールドII 「ブラックナイト」                            | Meč a štít: Nejtemnější den             | Sword and Shield: The Darkest Day!                         | 30. října 2020      | 5. března 2021   |
| 1131         | 44        | Sódo ando šírudo III „Mugendaina“ ソード&シールドIII 「ムゲンダイナ」                               | Meč a štít: Odtud až k Eternatovi       | Sword and Shield: From Here to Eternatus!                  | 6. listopadu 2020   | 5. března 2021   |
| 1132         | 45        | Sódo ando šírudo IV „Saikjó no ken to tate“ ソード&シールドIV 「最強の剣と盾」                      | Meč a štít: Legendy se probouzejí       | Sword and Shield...The Legends Awaken!                     | 13. listopadu 2020  | 5. března 2021   |
| 1133         | 46        | Batoru ando getto! Mjúcú no fukkacu バトル&ゲット！ミュウツーの復活                                 | Ještě větší sousto, než jsme čekali     | Getting More Than You Battled For!                         | 20. listopadu 2020  | 5. března 2021   |
| 1134         | 47        | Pokemon čanpion! Ógui-ó Kettei-sen!! ポケモンチャンピオン！大食い王決定戦！！                       | Korunovace velkého jedlíka              | Crowning the Chow Crusher!                                 | 27. listopadu 2020  | 5. března 2021   |
| 1135         | 48        | Hobo hobo Pikačú kiki ippacu! ほぼほぼピカチュウ危機一髪！                                          | Skoro dokonalý                          | A Close Call... Practically!                               | 4. prosince 2020    | 5. března 2021   |